# The Vanishing Lady
Vous lisez un « bon article » labellisé en 2021.
Pour les articles homonymes, voir Une femme disparaît.
The Vanishing Lady (La Femme qui disparaît) est un dispositif de vitrine à succès, créé en 1898 par Charles Morton pour un grand magasin de Sacramento. Il est célébré en 1900 par Frank Baum dans un ouvrage consacré à la décoration des vitrines, publié la même année que Le Magicien d'Oz.

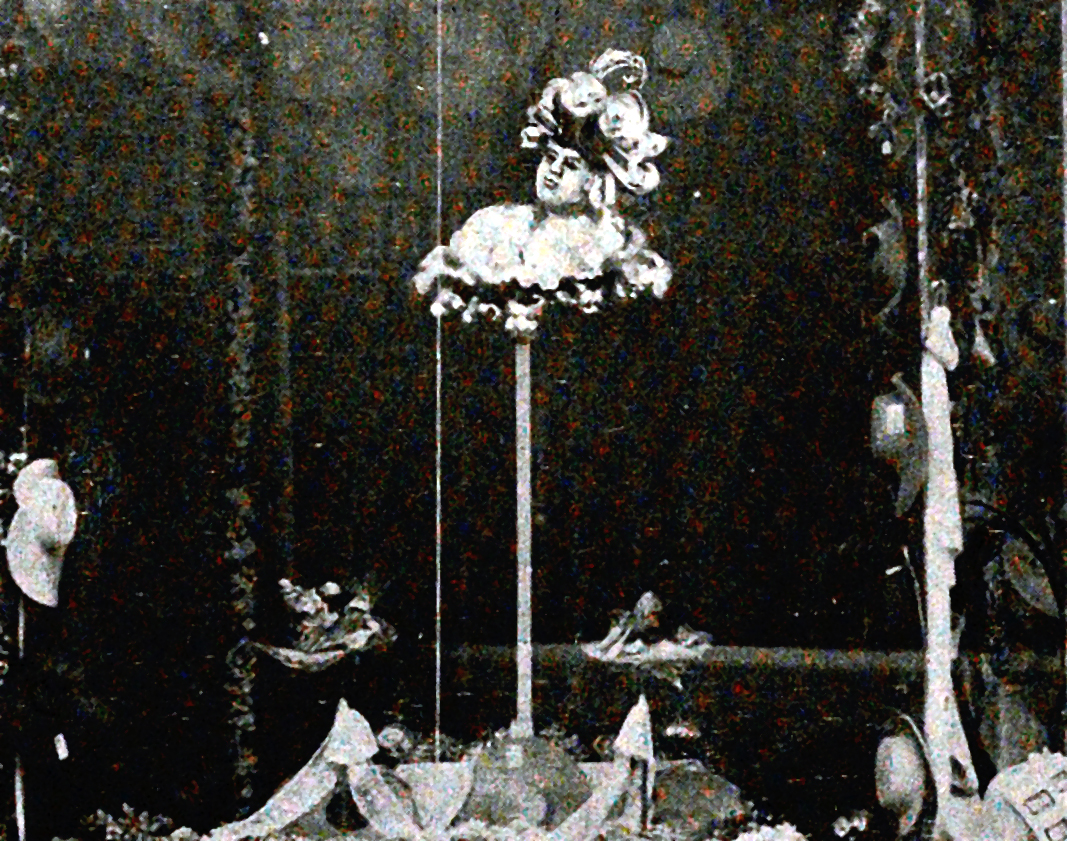
The Vanishing Lady.

Il s'agit d'un buste de femme vivante, apparaissant au-dessus d'un piédestal, puis semblant disparaître à l'intérieur de celui-ci, pour réapparaître ensuite avec une nouvelle tenue. Cette installation repose sur une illusion d'optique faisant appel à des miroirs, celle du « Sphinx », créée à Londres en 1865. Son nom et son thème évoquent l'illusion de scène homonyme alors très populaire, créée à Paris en 1886 et repris en 1896 par Georges Méliès dans l'Escamotage d'une dame au théâtre Robert-Houdin.
À un premier niveau, l'attraction décrite par Baum témoigne de l'évolution des modes de consommation à la fin du XIXe siècle, en particulier aux États-Unis, et du statut de la femme dans la société de l'époque.
Ce dispositif, présenté par Baum comme un modèle de ce que doit être une vitrine de magasin, constitue également un exemple souvent relevé d'intermédialité spontanée, c'est-à-dire d'adoption par un média naissant, dans le but de créer des attractions nouvelles, de séries culturelles préexistantes. Il s'agit, en l'occurrence, de la reprise, dans les vitrines de magasin, d'illusions issues du domaine de la magie de scène, en lien avec une autre forme d'intermédialité spontanée, celle du cinéma qui, naissant à la même époque, reprend lui aussi des références à des illusions célèbres. Cette convergence témoigne en particulier de la circulation technique qui existait alors entre les arts de la scène, le cinéma et la conception des vitrines et soulève la question de savoir si les consommateurs du spectacle urbain de l'époque étaient naïfs ou seulement fascinés par les procédés mis en œuvre.
L'intérêt porté par Baum à cette attraction éclaire en outre la cohérence entre cette partie commerciale de sa production, à une époque où il n'était pas encore reconnu comme un spécialiste des contes merveilleux pour enfants, et son œuvre ultérieure, en particulier Le Magicien d'Oz et sa suite, tant livresque que cinématographique. Plusieurs critiques ont relevé la cohérence interne entre l'art des vitrines, tel que le conçoit Baum, et les thèmes qu'il développe ultérieurement, ainsi que sa pratique non seulement de l'intermédialité, notamment dans ses expériences cinématographiques, mais aussi de la transmédialité, c'est-à-dire du développement cohérent d'une même thématique à travers plusieurs médias.
Enfin, la convergence du thème de la femme qui disparaît entre plusieurs médias, en particulier chez Baum, connu pour sa proximité avec les thèses féministes, suscite des interrogations sur le sens de ce thème, ainsi que des interprétations sur le rapport aux femmes inhérent aux spectacles d'illusion et de cinéma.

## Du théâtre aux vitrines
Le parcours personnel de Baum, du théâtre au commerce puis à la science de l'étalage, s'inscrit dans le contexte d'un développement de l'intérêt porté aux États-Unis aux vitrines de magasin, pour lesquelles des techniques issues du monde du théâtre sont adaptées.

### Développement de l'art des vitrines

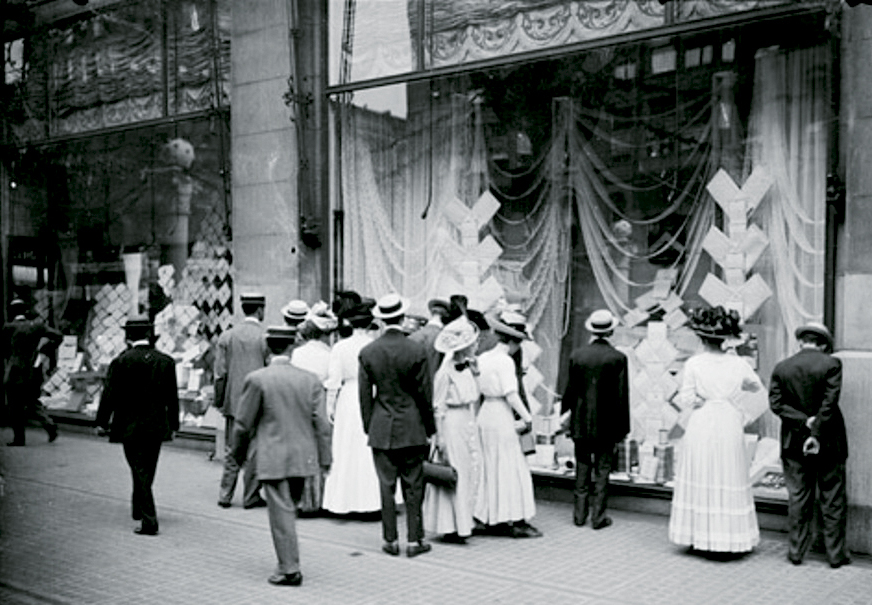
Vitrine de Marshall Field's c. 1910.

Jusqu'à la fin des années 1880, la publicité visuelle était méprisée et associée au cirque. Avant 1885, il n'y avait pas d'arrangement de vitrine à proprement parler : l'éclairage électrique était faible, le verre de mauvaise qualité, les produits étaient entassés dans les vitrines ou, si le temps le permettait, dans la rue devant les magasins et dans de nombreux cas les magasins ne présentaient rien dans leur vitrine, soit parce qu'ils considéraient qu'y présenter leurs produits aurait pu avoir un effet indésirable, soit parce qu'ils ne savaient pas comment les agencer,.

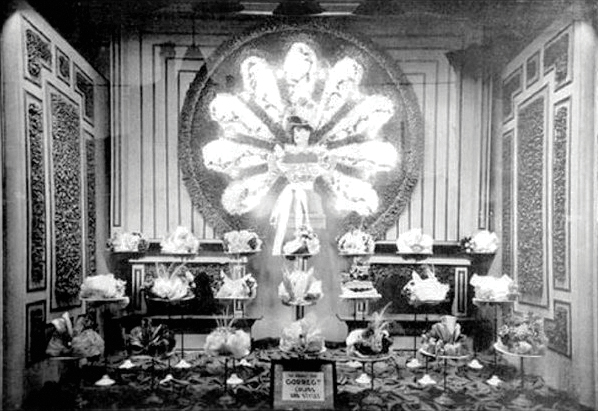
Vitrine de chapeaux électrifiée (c. 1900).

En revanche, dès le début des années 1890, les vitrines, en particulier celles des grands magasins, sont, selon l'expression d'un ouvrage spécialisé de 1892, « conçues au plan architectural dans le seul but de pouvoir être agencées de manière appropriée ». Cette transformation s'inscrit dans un contexte plus large : les grands magasins, visant à devenir des lieux de consommation festive, transforment leur apparence et adoptent de nouvelles technologies mettant en valeur la couleur et la lumière, grâce notamment à l'utilisation du verre et de l'électricité. Comme le relève William Leach, des miroirs de toutes sortes y font leur apparition et contribuent à créer une illusion d'abondance, en multipliant à l'infini le reflet des marchandises et des clients. Les vitrines extérieures, rehaussées par l'utilisation de la couleur et de l'éclairage électrique, tirent profit de nouvelles techniques de fabrication du verre, qui permettent de produire des vitres moins coûteuses, plus grandes, plus solides et plus claires.

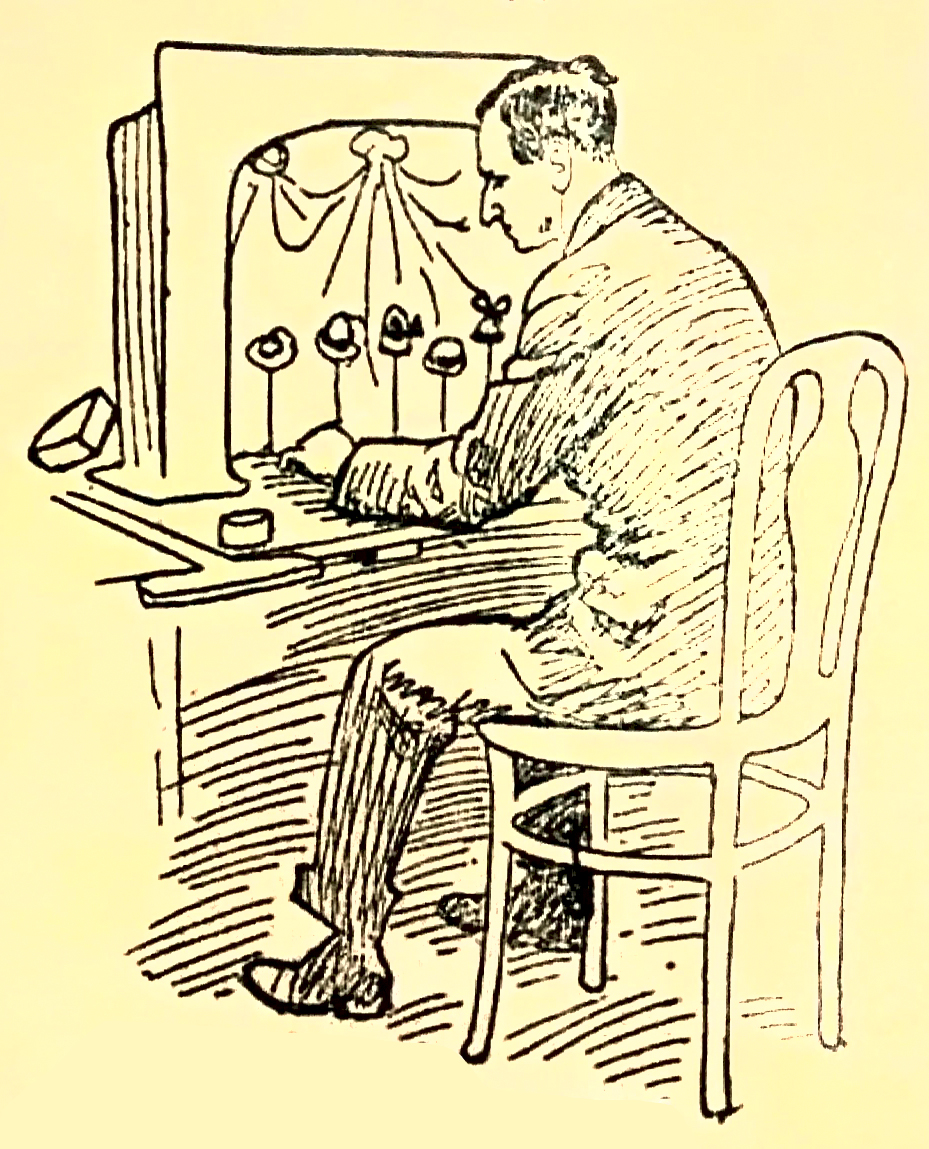
L'étalagiste Oscar Lunddkvist composant une vitrine. Dessin de presse suédois (1919).

Ces innovations entraînent le développement du nouveau métier d'étalagiste (window dresser), censé combiner un « sentiment artistique », à du « génie inventif » et une « habileté mécanique », sans oublier le « sens des affaires ». De nouvelles publications visent ce public spécifique : en 1889, J. H. Wilson Marriott publie un ouvrage qui prétend être le premier manuel américain jamais compilé à l'intention des étalagistes et à partir de 1893, Harry Harman publie à Louisville le premier périodique américain entièrement destiné à l'étalagiste. Emily Orr observe que ce métier est alors presque exclusivement masculin et qu'il existe « une dichotomie genrée entre un producteur masculin [de vitrines] et une consommatrice féminine » des produits qui y sont présentés,. Ce développement de l'art de l'étalage s'inscrit dans le cadre d'un essor, jusqu'à la fin des années 1890, des techniques de présentation des produits, parmi lesquelles l'affiche artistique, le panneau d'affichage peint et l'enseigne électrique. En 1895, Arthur Fraser est engagé par Harry Gordon Selfridge, le directeur de Marshall Field's, pour diriger la décoration des vitrines. Il y crée à partir de la fin des années 1890 des vitrines à thème conçues comme des « théâtres miniatures faisant face au trottoir ». La mise en scène est si élaborée que le dévoilement de six vitrines sur un thème rouge, en 1897, suscite une « épidémie de rouge ».
Selon Cesare Silla, les vitrines de cette époque, en représentant la vie sociale et une nouvelle identité urbaine, en viennent à être perçues comme de véritables scènes, sur lesquelles le drame de la vie sociale est représenté, ce qui conduit les étalagistes à puiser leur inspiration dans les moyens mécaniques utilisés par le théâtre,. L'analogie avec le théâtre est d'ailleurs rendue littérale par le recours fréquent à des rideaux, qui sont levés le matin pour permettre de voir la présentation et baissés le soir. La pratique théâtrale inspire également les techniques de mise en scène de la vitrine, qui incorpore certains des développements du théâtre victorien qui vise, grâce à une conception mettant l'accent sur la flexibilité, à frapper le public par des changements de décor fréquents, en particulier par le truchement de moyens mécaniques propres à créer l'illusion, tels les décors montés sur rail ou les trappes,.

Des trappes de théâtre à celles de vitrine.
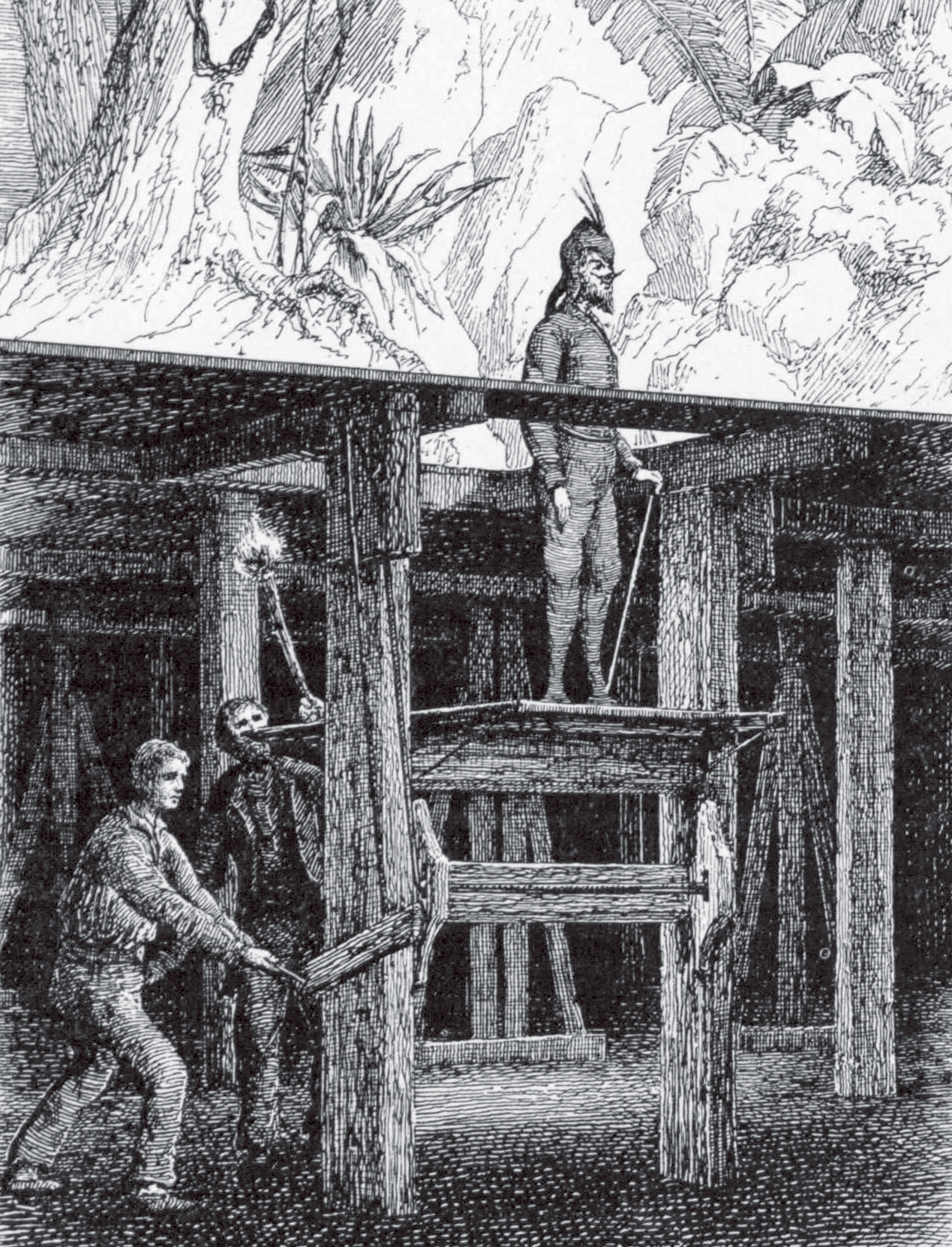
Trappe de théâtre.
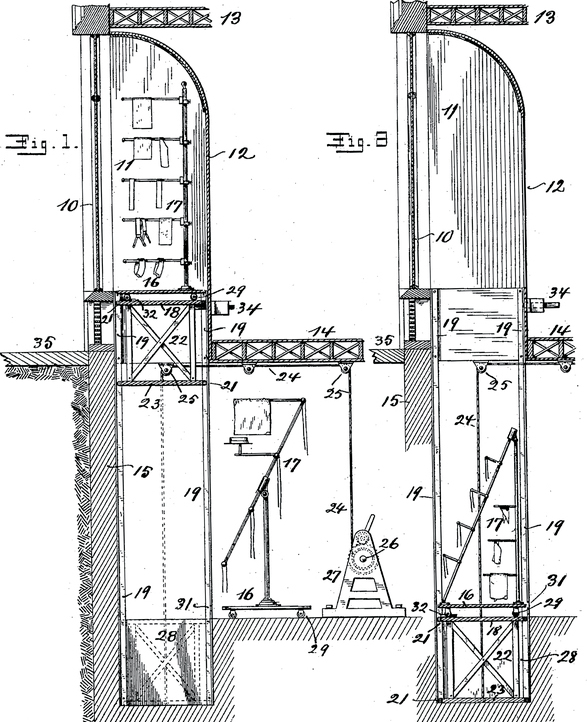
Trappe de vitrine[24],[25].

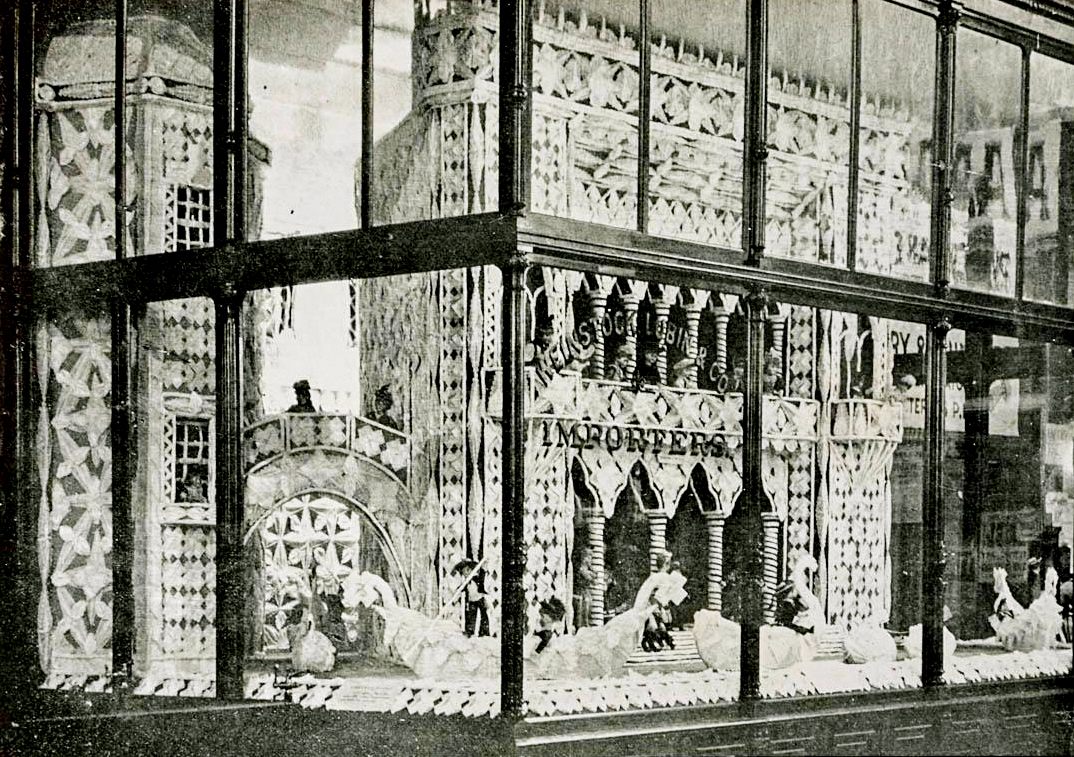
Une scène à Venise, vitrine de Charles Morton pour le grand magasin Weinstock's de Sacramento.

Fiona Maxwell relève que si le développement des vitrines répond avant tout à des impératifs commerciaux, celles-ci n'en sont pas moins perçues par les contemporains comme une nouvelle forme « d'art pratique », combinant la recherche du profit et celle d'une valeur artistique et considère que « les premières vitrines peuvent être mises au nombre des phénomènes culturels symptomatiques de la culture de masse américaine du tournant du siècle, centrée sur la justification de l'amusement pour soi-même ». Maxwell ajoute que « le théâtre, le vaudeville, les salles de bal, les cirques, les parcs d'amusements et les vitrines contribuaient tous à une culture de masse caractérisée par la participation du public, les amusements mécaniques, les décors exotiques et un sens de l'émerveillement ». Elle en conclut que « loin de mettre en évidence une culture fondée sur l'acceptation et la promotion de l'avidité, les vitrines [de l'époque] révèlent une culture de consommation entrelacée de sens artistique et de goût pour l'amusement, fonctionnant tout autant comme une forme de divertissement populaire que comme une forme de publicité ».

### Parcours personnel de Baum

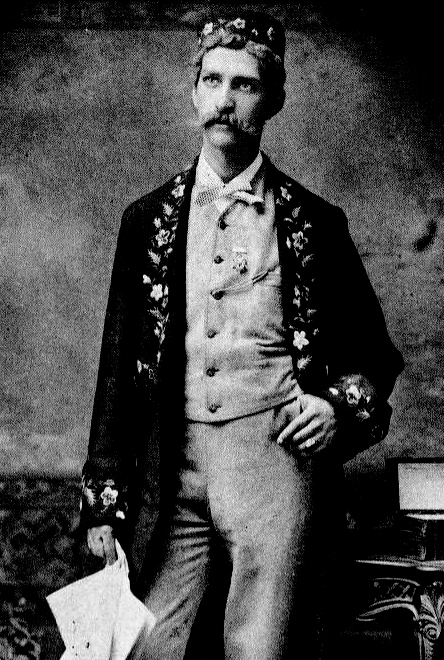
Frank Baum en 1882, dans une pièce de sa composition, The Maid of Arran.

Frank Baum naît en 1856 dans un village de l'État de New York. Peu attiré par l'activité industrielle et financière de son père, il se passionne dans sa jeunesse pour le théâtre, écrivant des pièces, les produisant et interprétant leur rôle principal,.

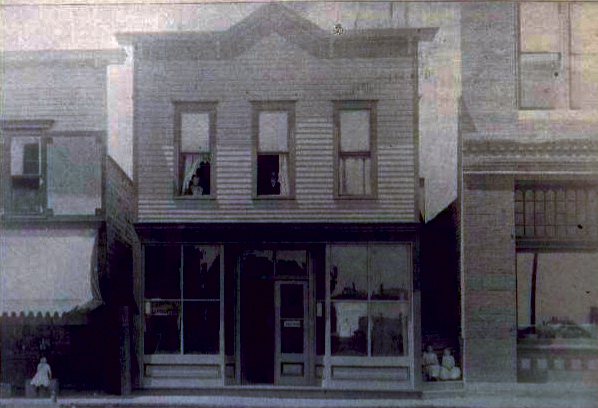
Le bazar de Baum à Aberdeen en 1888, photographié par lui-même.

Marié en 1882, il publie en 1886 son premier livre, consacré à l'élevage des poules de Hambourg,,. En 1888, il rejoint sa belle-famille à Aberdeen dans le Dakota du Sud, où il ouvre un magasin d'articles à bas prix, Baum's Bazaar, sur le modèle de Woolworth's fondé en 1879 à Utica,. En 1891, une récession économique dans le Dakota le pousse à se rendre à Chicago et à y prendre un travail de représentant de commerce en porcelaine, aidant souvent les quincaillers de zones rurales à améliorer la présentation des produits qu'il leur vend.
La ville de Chicago, où se prépare l'Exposition colombienne de 1893, est alors à la pointe d'une mutation consumériste marquée notamment par l'utilisation de l'éclairage électrique, l'utilisation de plus grandes plaques de verre pour les vitrines et le développement de l'usage de ces dernières par des grands magasins comme Marshall Field's,.

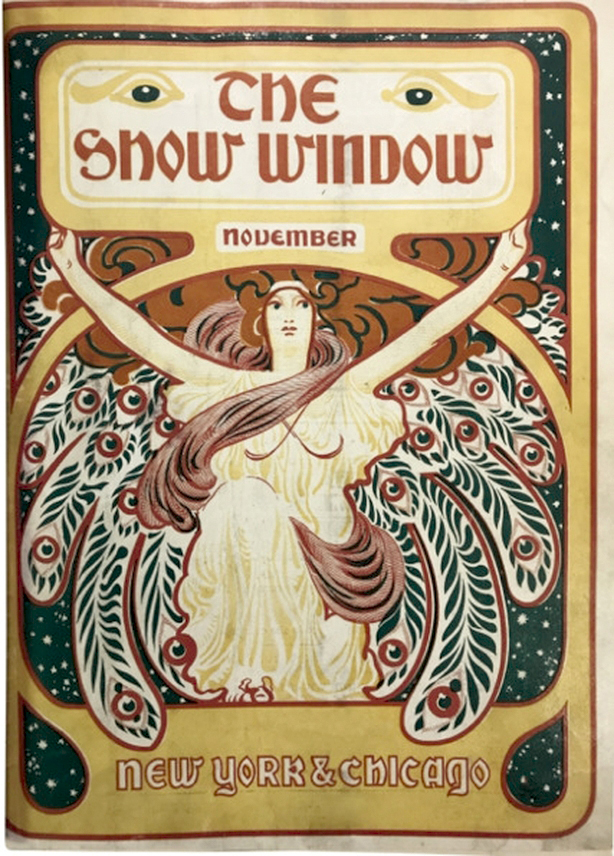
The Show Window, couverture du premier numéro, novembre 1897.

Baum, désireux de trouver un emploi qui lui permette de ne plus voyager et convaincu par son expérience de représentant que la plupart des commerçants n'avaient pas encore compris les nouveaux principes de « mise en scène » de leurs produits, s'autoproclame le « grand maître » du nouvel art de l'agencement des vitrines et fonde en novembre 1897 The Show Window (La Vitrine), un mensuel d'une soixantaine de pages destiné aux étalagistes, qu'il considère comme une revue d'art. Elle est illustrée de nombreuses photographies, dont beaucoup prises par Baum. L'année suivante, en 1898, il fonde la première association nationale des étalagistes qui compte rapidement deux cents membres,,, qui font de lui une autorité nationalement reconnue sur le sujet, bien avant qu'il devienne encore plus notoire pour ses livres destinés aux enfants. Baum explique à ses lecteurs que la fonction d'une vitrine n'est pas d'éclairer l'intérieur mais de vendre les produits,. Un des premiers conseils qu'il donne à ses lecteurs est d'engager un acteur, jouant le rôle d'un riche flâneur, qui, en s'arrêtant devant la vitrine pour l'observer, attirera l'imitation des autres passants. The Show Window, qualifié par Harry Gordon Selfridge de lecture « indispensable », atteint au bout de quelques mois un tirage de plusieurs dizaines de milliers d'exemplaires,, faisant effectivement de Baum un expert reconnu du sujet. Comme le résume William Leach, 

« The Show Window était en première ligne d'un nouveau mouvement de marchandisage conçu pour stimuler tout au long de l'année le désir du consommateur. Dans ce contexte, il contribua à changer les procédés de présentation des produits. Page après page, il recommandait de nouvelles tactiques pour attirer l'attention des consommateurs, en particulier celles qui faisaient l'objet d'une forte préférence personnelle de Baum, des présentations électrifiées « spectaculaires » d'étoiles tournantes, de « femmes disparaissantes », de papillons mécaniques, de roues tournantes, de globes lumineux incandescents — tout pour faire « regarder la vitrine » au client ! »

Au total, ce projet éditorial exprime la perception par Baum des achats en magasin comme une forme de divertissement, d'évènement culturel.

Vitrines données en exemple par The Show Window.
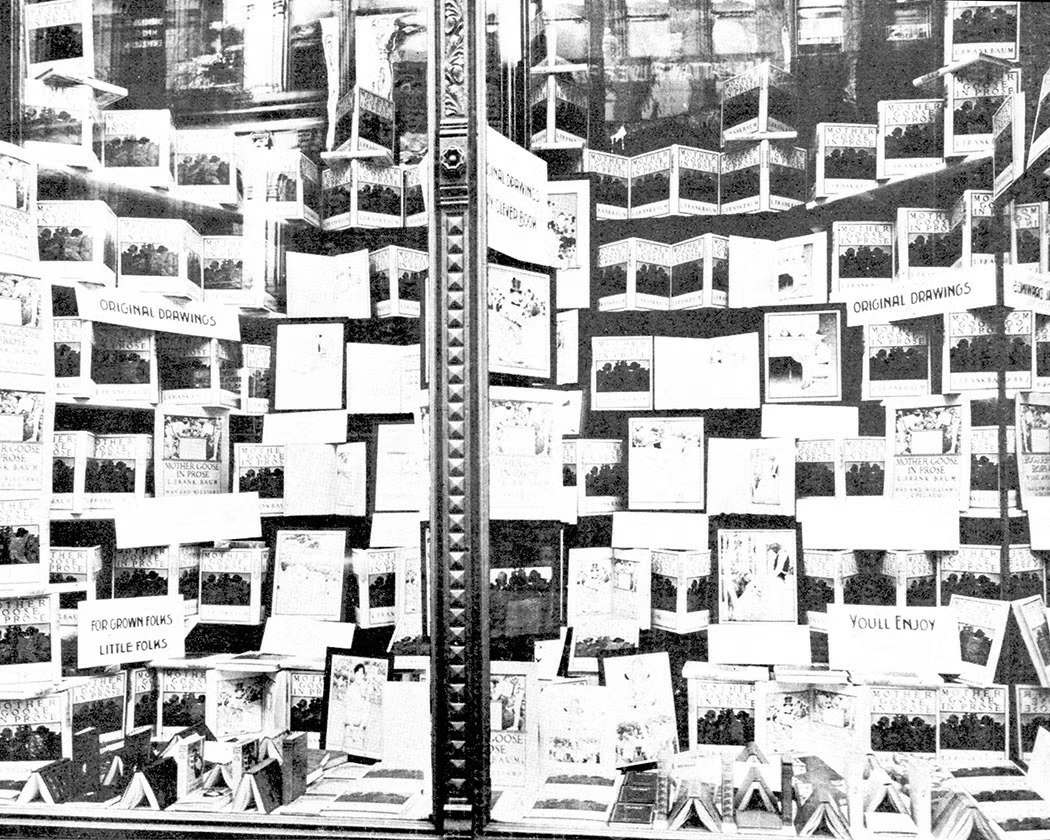
Livres chez Carson Pirie Scott & Co.
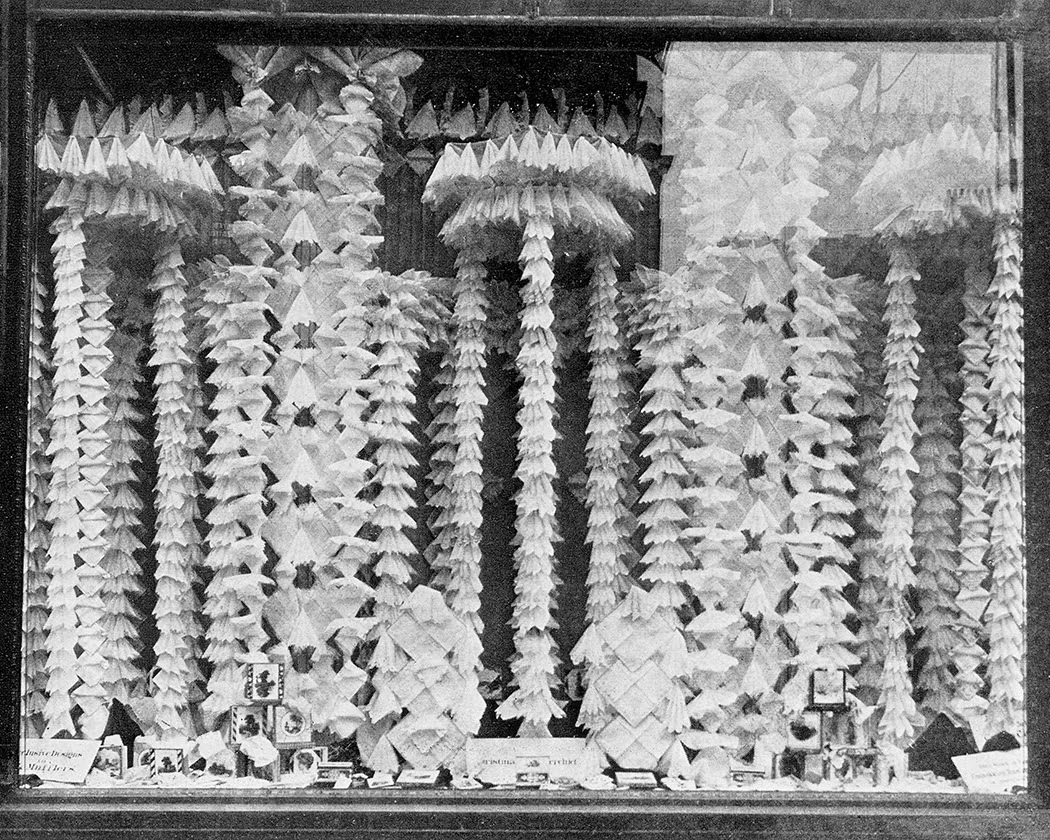
Mouchoirs chez Marshall Field's.

## Vitrine à mécanique

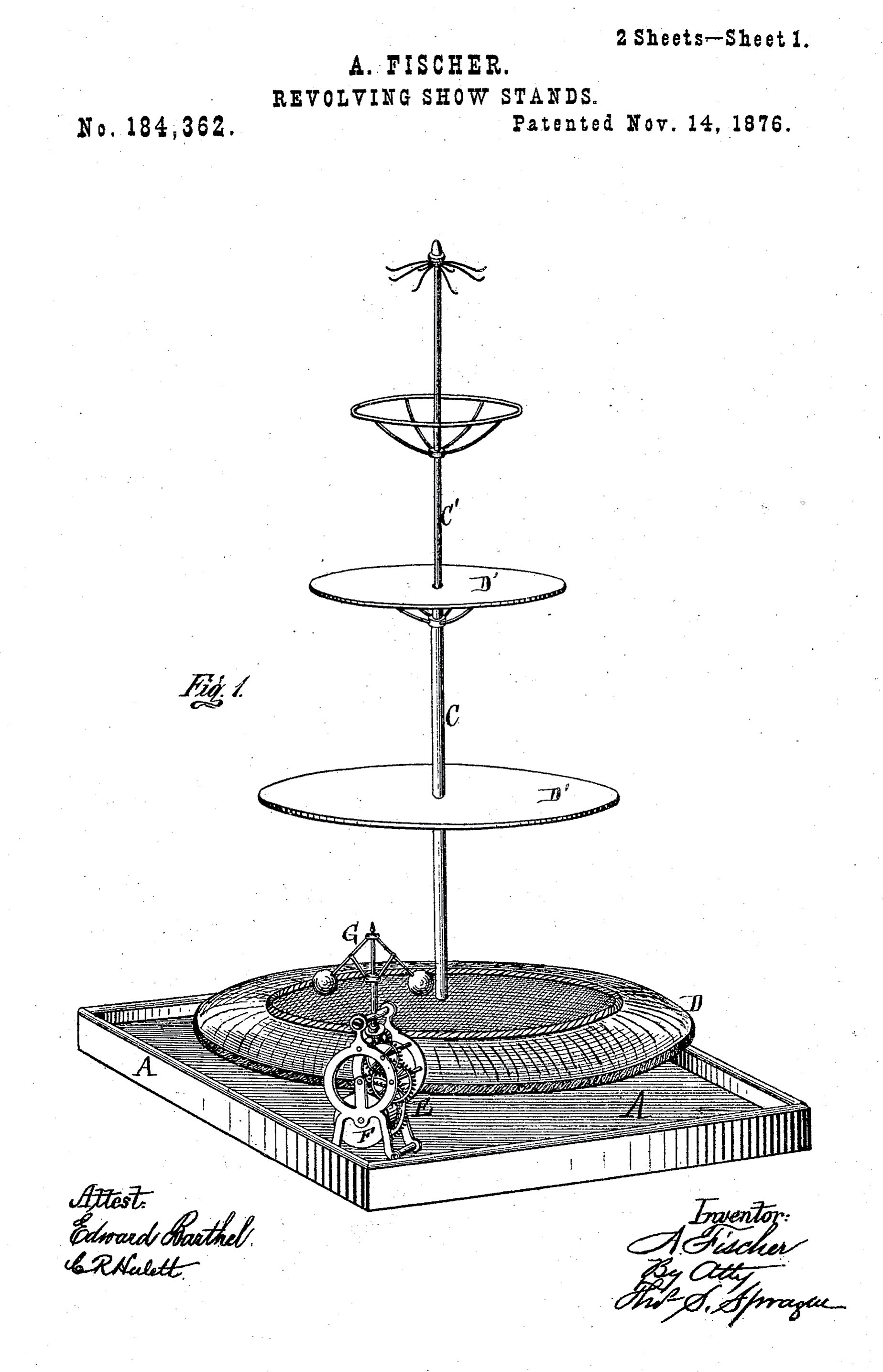
Brevet américain de présentoir rotatif (1876).

L'intérêt porté par Baum aux vitrines à mécanique est en phase avec le goût de son époque. Anne Friedberg évoque à ce propos le rapprochement que fait Émile Zola dans Au Bonheur des Dames du grand magasin avec une « machine, fonctionnant à haute pression, et dont le branle aurait gagné jusqu’aux étalages » qui, « avec une rigueur mécanique », enfourne les clientes, les étourdit sous les marchandises et les jette à la caisse,. Le développement des vitrines dans les magasins américains est associé dès l'origine à l'utilisation de dispositifs mécaniques. En 1876, Albert Fischer dépose un brevet pour un présentoir à vitrine rotatif ayant notamment pour objet d'attirer l'attention des passants par son mécanisme. En 1881, le magasin new yorkais Ehrich présente pour Noël une vitrine remarquée, avec pour thème un cirque à poupées qui est probablement la première vitrine mécanisée aux États-Unis,. En 1883, Macy's présente à son tour une vitrine à jouets animés par une machine à vapeur pour Noël,. Dans les années suivantes, les vitrines utilisant des animations mécaniques se développent, avec le triple intérêt d'attirer les passants par leur mouvement, de susciter leur curiosité d'en comprendre le mode de fonctionnement et, dans le cas de dispositifs tournants, de montrer dans une même vitrine différents aspects des produits. En 1893, Robert Faries vend aux étalagistes une plateforme tournante pour buste qui « donne l'apparence de la vie à une vitrine » et « ne manque jamais d'attirer l'attention ».

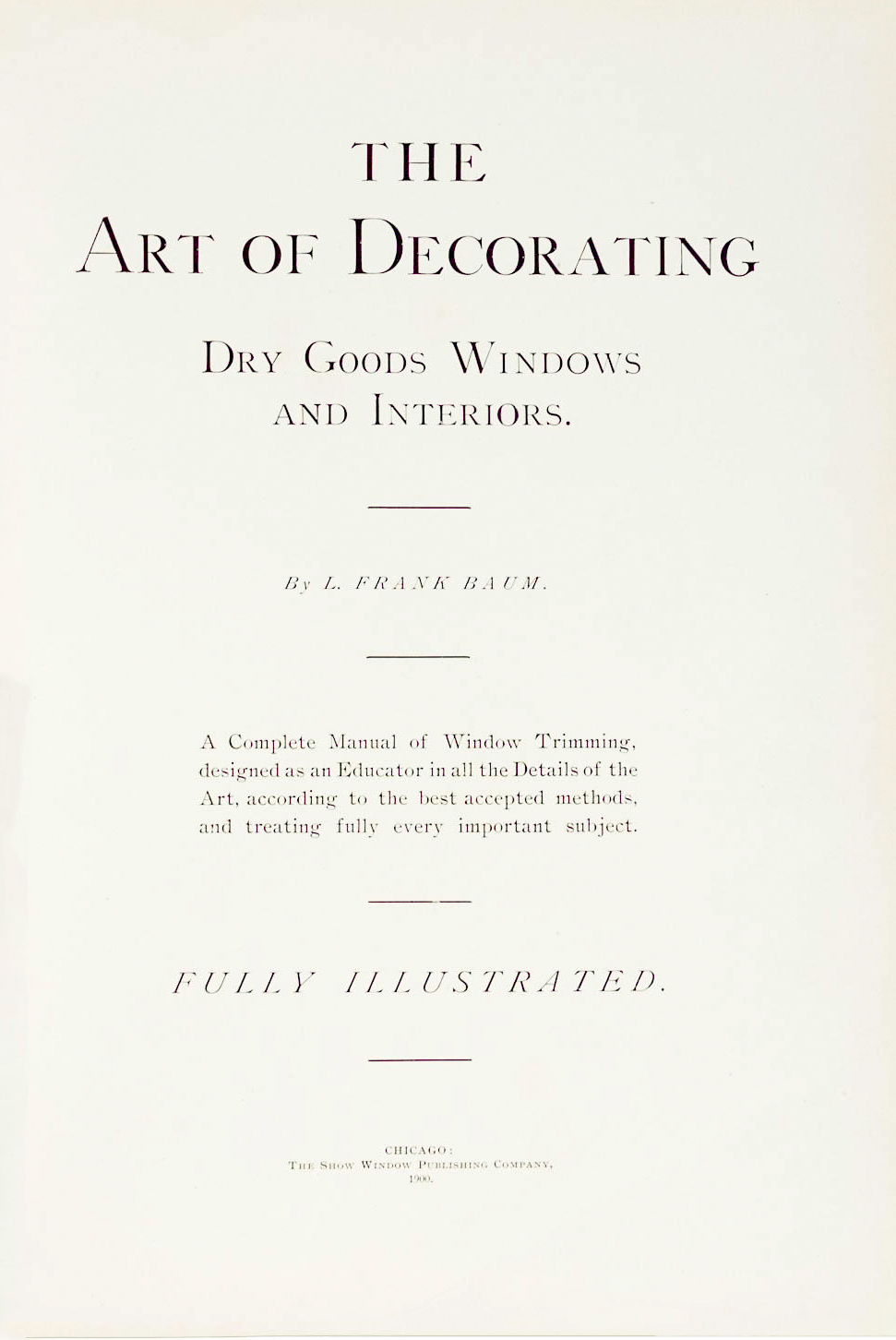
Page de titre de l'ouvrage de Baum sur l'étalage (1900).

En 1900, l'année où il publie Le Magicien d'Oz, l'ouvrage qui le rendra célèbre, Frank Baum publie également The Art of Decorating Dry Goods Windows and Interiors (L'Art de décorer les vitrines et les intérieurs des magasins de nouveautés), souvent considéré, à tort, comme le premier ouvrage américain entièrement dévolu à ce sujet.
Dans cet ouvrage, Baum présente à l'aide de schémas, de photographies et de descriptions les moyens à la disposition de l'étalagiste pour accomplir ce que l'universitaire Stuart Culver analyse en 1988 comme des effets de « sorcellerie », assimilables à une « irruption du théâtre » dans le paysage de la rue. Selon Baum, la vitrine a pour fonction de raconter une « histoire lisible » à la « foule des passants » afin « d'attiser sa cupidité » et « d'induire à la vente »,.

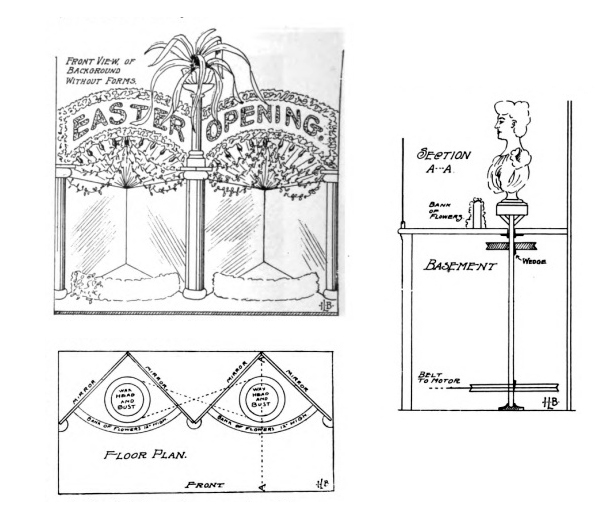
Dans cette installation présentée par Baum, des bustes tournant grâce à un moteur sont reflétés à l'infini dans des miroirs.

Comme le relève Stuart Culver, Baum assimile l'intérêt esthétique des vitrines avec l'utilisation de dispositifs mécaniques. Il affirme : 

« Les étalagistes astucieux et observateurs ont trouvé que le secret des vitrines qui ont du succès est d'avoir à l'arrière-plan un dispositif mécanique qui attire l'attention et ensuite de présenter les produits d'une manière si ingénieuse que les gens en remarquent l'excellence et désirent les acheter. »

 Selon Baum, ce fait est dû à une motivation psychologique : 

« Les gens sont naturellement curieux. Ils s'arrêteront toujours pour examiner quelque chose qui bouge et prendront du plaisir à étudier le mécanisme ou à essayer de comprendre comment l'effet a été obtenu. »

Rachel Bowlby (en), évoquant les mannequins sans tête dans la vitrine du grand magasin décrit par Zola, Au Bonheur des Dames, souligne que l'emploi de tels dispositifs est caractéristique de « la fragmentation et l'objectification des femmes dans les grands magasins organisés en rayons » et Stuart Culver note que les « fragments de formes humaines », en particulier les mannequins mécaniques sont un aspect récurrent du traité de Baum ; ils constituent « l'outil essentiel » de l'étalagiste, « une machine qui, simultanément, attire le regard des passants et l'oriente vers les produits en présentation » en leur racontant une « histoire lisible »,. En dépit de l'affirmation de Baum que les dispositifs mécaniques font vendre les produits, il reconnaît toutefois, au moins implicitement, selon Culver, qu'il pourrait exister une « impossibilité de maintenir la présence additionnelle de la machinerie théâtrale proprement au service des besoins du commerce », ces dispositifs faisant avant tout la promotion d'eux-mêmes. Culver en voit l'aveu quand Baum recommande aux étalagistes de faire à l'avance la publicité de leurs vitrines mécaniques à venir, par exemple en affichant un panonceau disant : « Surveillez cette vitrine ».

Vitrines à mécanique pour articles de chapellerie.
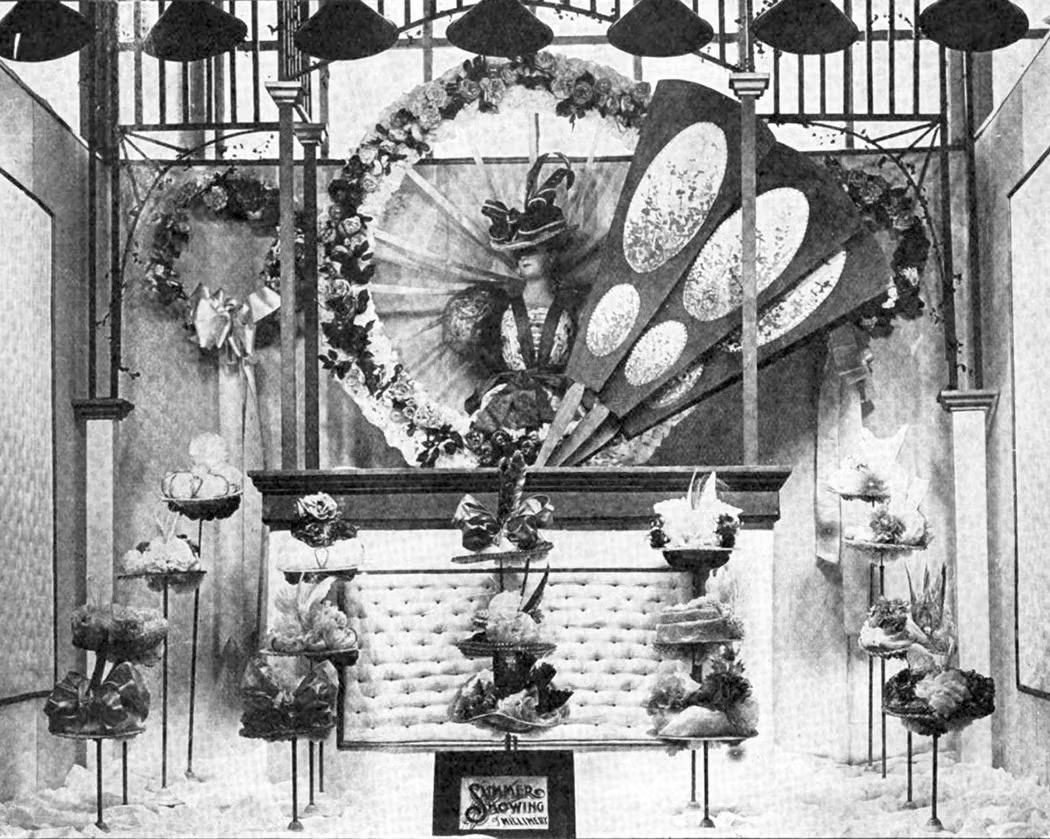
Éventail[77].
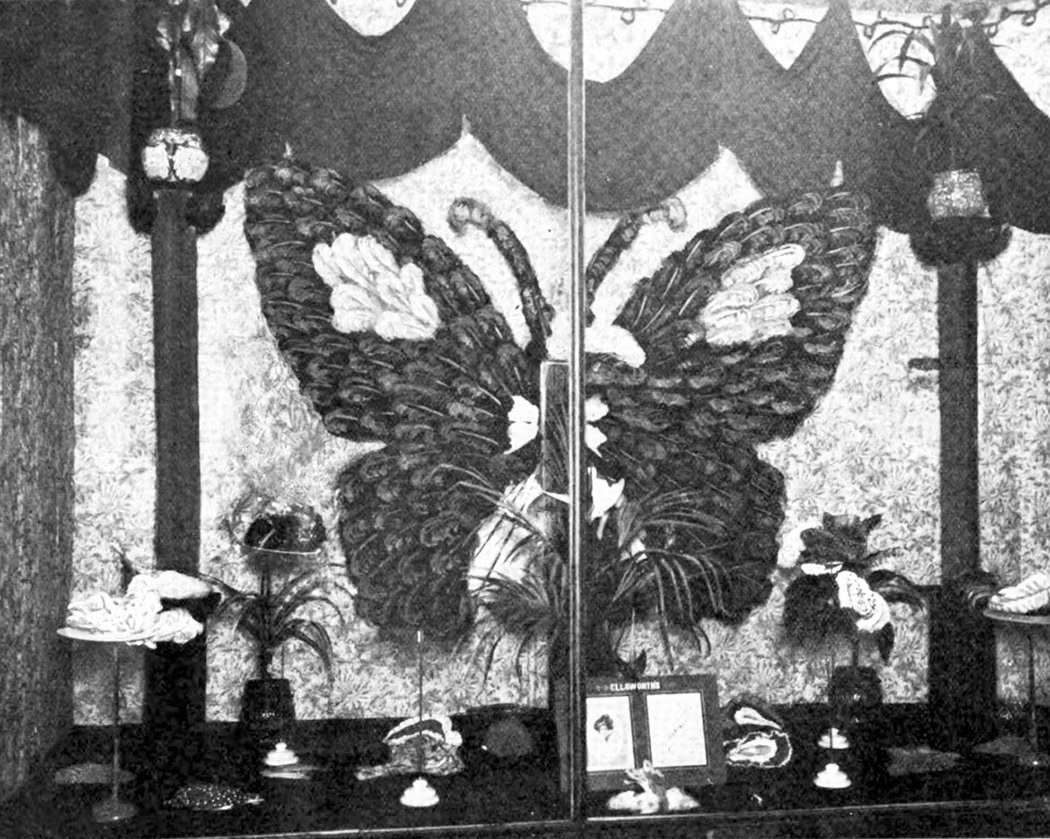
Papillon[78].

## Vitrine à illusion
La vitrine à illusion prônée par Baum repose sur une tradition foraine d'illusions, issues du « Sphinx », un tour créé au Royaume-Uni en 1865 et popularisées aux États-Unis sous forme d'installations foraines fixes par Henry Roltair.

### Un héritage forain

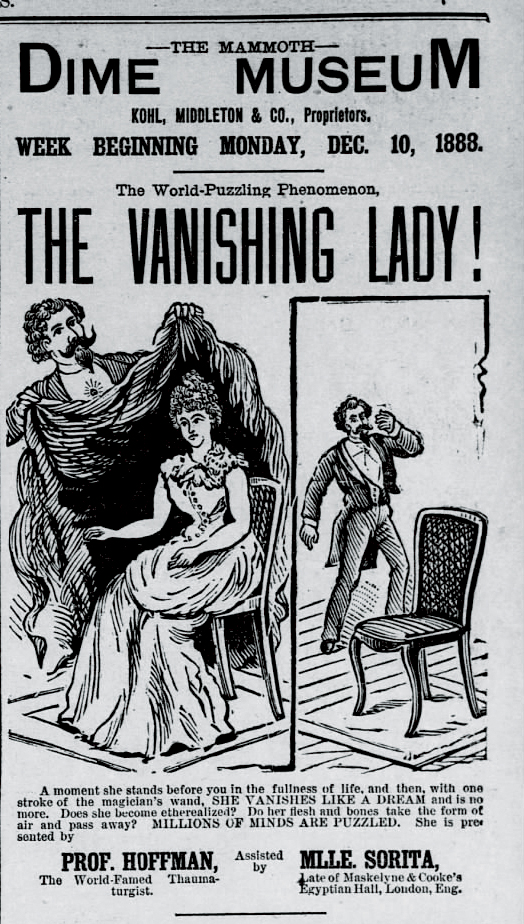
Publicité de 1888 pour un dime museum.

Selon Baum, une des meilleures méthodes pour attirer l'attention du chaland est la présentation dans la vitrine d'une pièce centrale qui soit une illusion, un procédé qu'il fait remonter aux musées à dix sous (dime museums) et aux attractions foraines (entresorts),. Les attractions foraines étaient au XIXe siècle une « fête du regard », pour le spectacle non seulement de monstruosités et de bizarreries, mais aussi de trucages et d'illusions d'optique, le « Musée américain » fondé en 1841 par Phineas Taylor Barnum étant devenue l'une des attractions les plus populaires du pays. Courtine évoque à ce sujet les analyses de Walter Benjamin sur le développement du « pèlerinage de la marchandise », notamment dans le cadre d'expositions universelles telle celle de Chicago en 1893, qui forment, avec les entresorts, un moment du développement de « l'industrie de plaisance », entre la fête foraine et l'industrie cinématographique,.

### Distinction entre illusion et prestidigitation

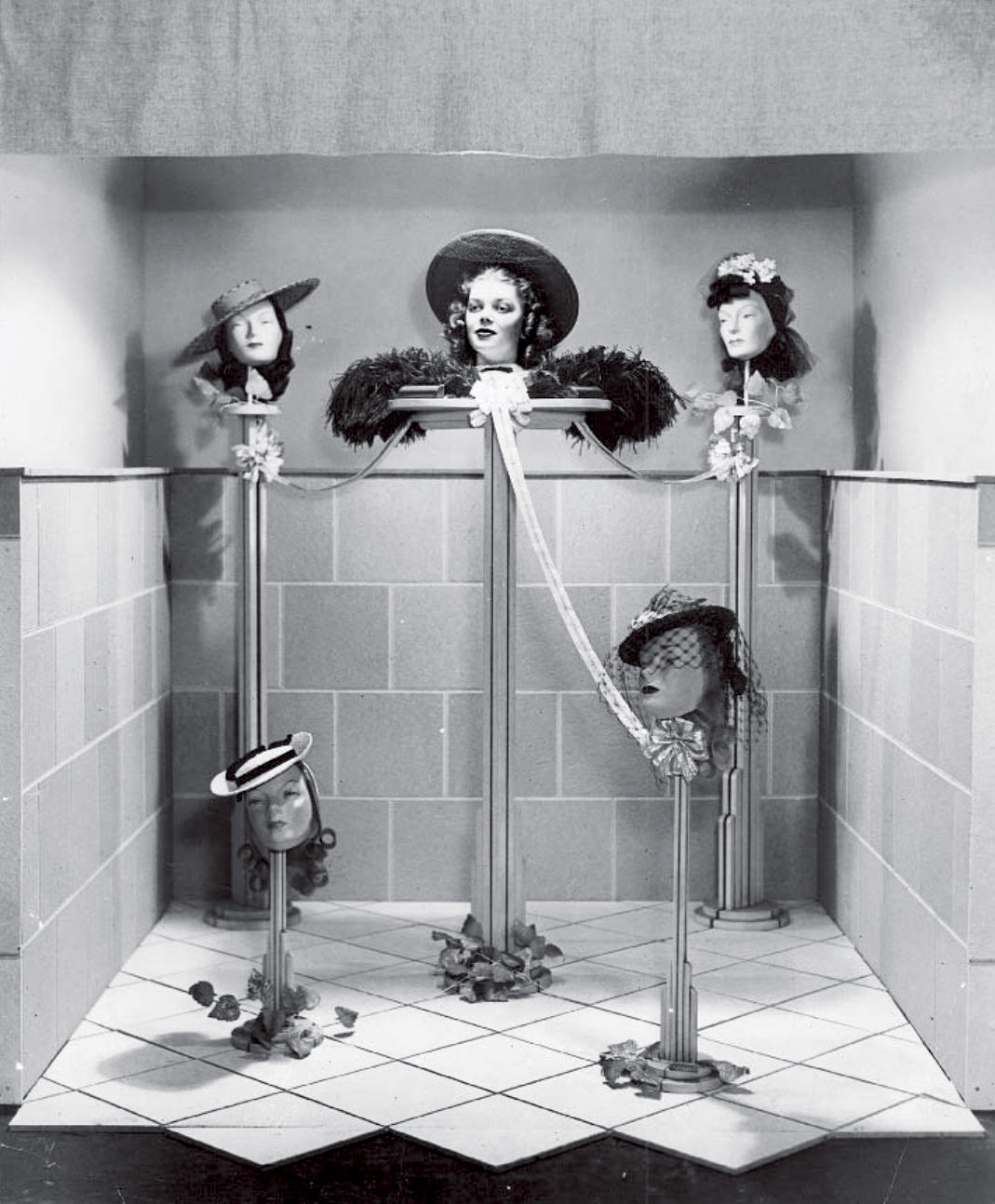
Illusion de vitrine à Syracuse vers 1947.

Plus généralement, un manuel de 1903 destiné aux étalagistes souligne que ces illusions sont tirées du registre du spectacle de magie et consistent en un arrangement d'écrans et de miroirs destiné à tromper le regard de l'observateur et que, « puisqu'ils forment toujours une attraction d'un grand intérêt », ils sont souvent utilisés comme des « caractéristiques spéciales » de l'agencement des vitrines. Le terme d'illusionniste s'oppose à celui de prestidigitateur : la pratique est détachée de la dextérité de l'opérateur, de la prestidigitation au sens propre. L'observateur devient « le lieu et le producteur de [la] sensation ». Il n'est plus question d'appliquer le principe « d'égarement de l'esprit », de détournement de l'attention, prôné par Robert-Houdin, mais de créer une illusion répétable, grâce à un « hors-champ perceptif » et dans le cadre d'un dispositif scénique spécialement conçu à cet effet, dont la vitrine à illusion est l'héritière. Comme le note James Cook, l'opposition entre illusionnisme et prestidigitation recouvre à la fin du XIXe siècle plusieurs aspects : un désenchantement, c'est-à-dire un détachement explicite à l'égard du surnaturel, l'appréhension de l'illusionnisme comme une forme de recherche scientifique et la préférence pour des amusements publics urbains par rapport à ceux traditionnellement limités à un cercle plus intime. L'esthétique de l'illusionnisme est par ailleurs centrale dans la formation des styles et des techniques du cinéma, qu'elle influence parallèlement à l'art des vitrines et qui partage certaines des problématiques de ce dernier,.

### L'exemple de Baum
Baum donne l'exemple suivant d'une telle illusion : 

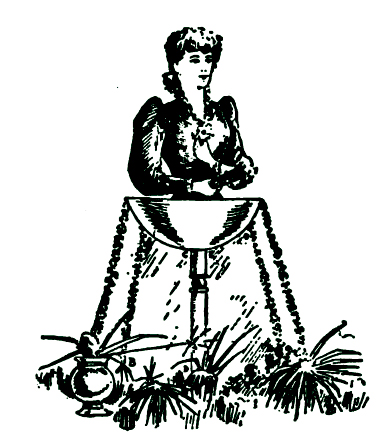
Illusion de vitrine décrite par Baum.

« [Elle] consiste en une belle jeune femme dont la partie inférieure du corps est invisible aux spectateurs et dont la partie supérieure semble reposer sur un piédestal et avoir une existence indépendante. L'effet de l'illusion est très frappant. Elle est produite d'une manière très simple : Un piédestal de bois est disposé selon le schéma [ci-contre], la partie supérieure étant constituée d'un bol creux reposant sur un pilastre solide et une portion suffisante de la partie haute du bol étant découpée, de manière à permettre à la jeune femme qui fait partie de l'illusion de se tenir derrière le pilastre et [en apparence] dans la partie supérieure du piédestal. »

La description que donne Baum du dispositif mis en œuvre omet un point fondamental : l'utilisation de deux miroirs et l'application du principe optique selon lequel l'angle de réflexion est égal à l'angle d'incidence. Ce sont en effet deux miroirs inclinés à 45 degrés, réfléchissant les parois latérales de manière à cacher la partie centrale, qui rendent cette illusion possible. Au demeurant, comme le relève Rebecca Loncraine, le contexte de cette illusion est expliqué par Baum lui-même dans un article de The Show Window où il évoque le tour célèbre de la « tête parlante » qui semble posée sur une table sous laquelle on ne voit pas de corps.

### «Le Sphinx»et ses variantes

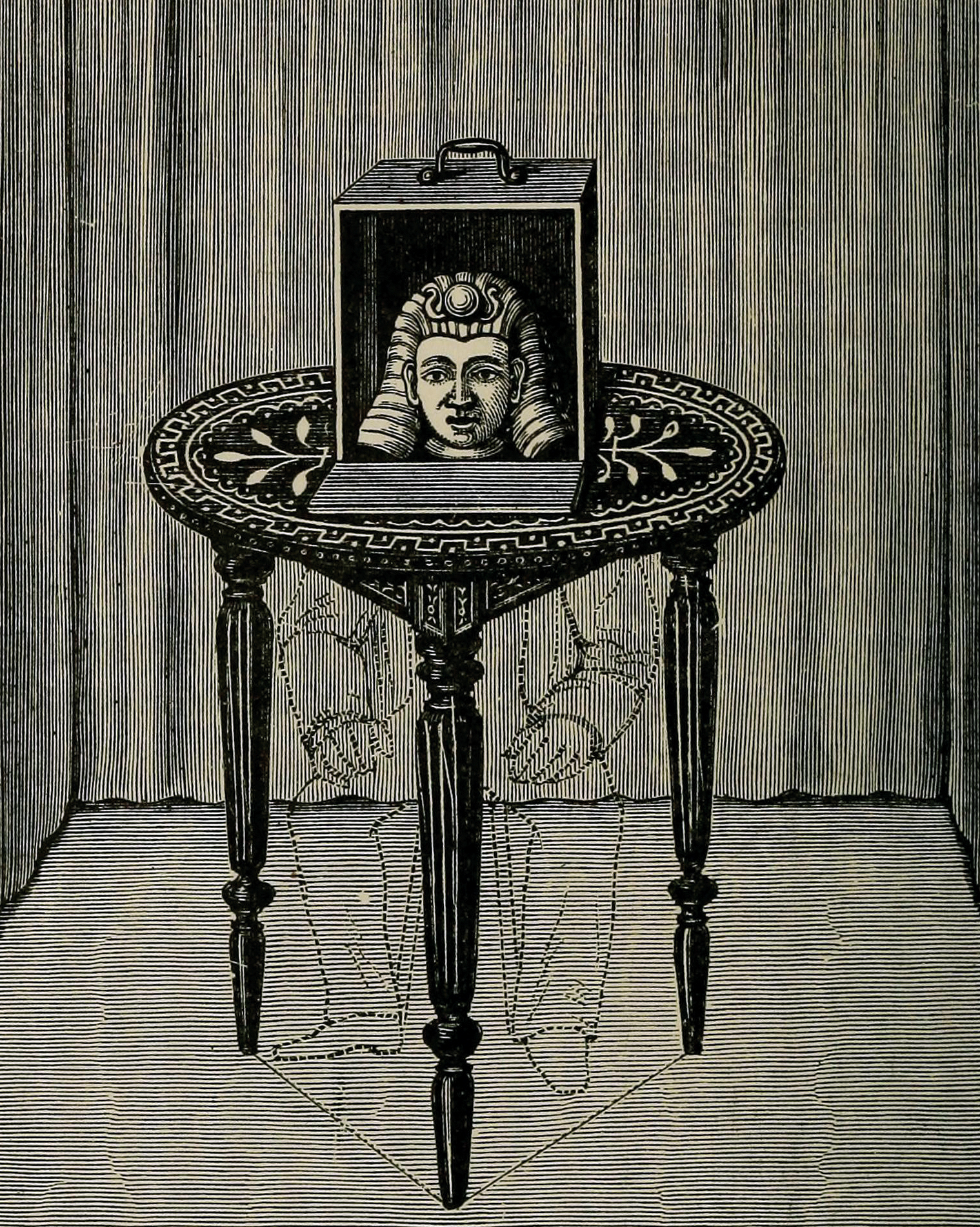
L'illusion du Sphinx présentée en 1865 par le colonel Stodare.

Ce dispositif, conçu par Thomas Tobin, a été utilisé pour la première fois en 1865 à Londres par le prestidigitateur et ventriloque anglais Joseph Stoddart, dit le colonel Stodare, dans un tour appelé « Le Sphinx », où deux miroirs inclinés à 45 degrés dissimulent le corps du comparse dont on ne voit que la tête,. Cette illusion a donné lieu à de nombreuses adaptations, dont celle de la « tête parlante » et de la « demi-femme »,,.
- Variantes féminines du « Sphinx ».

Variantes féminines du Sphinx.
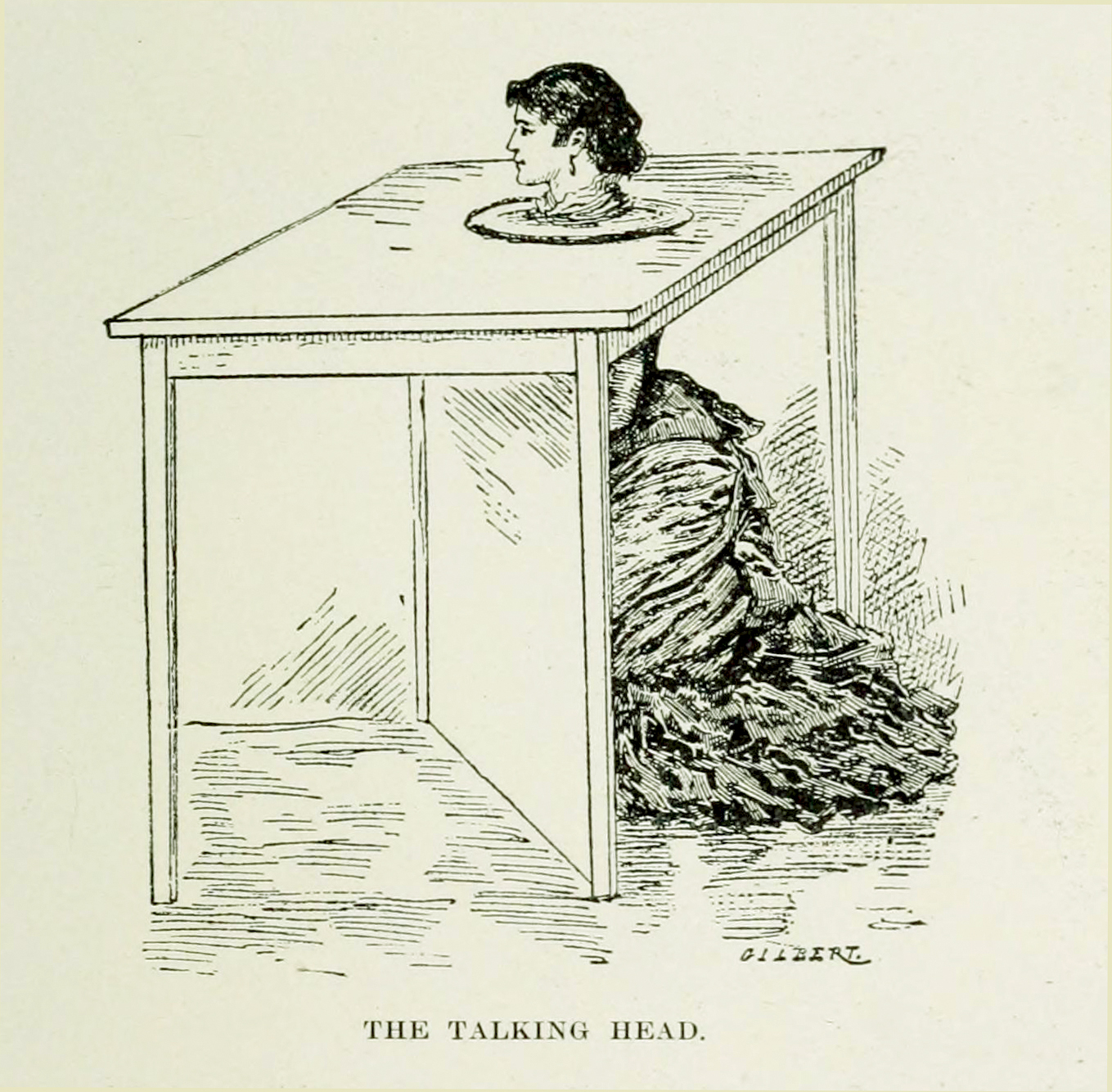
« Tête parlante ».
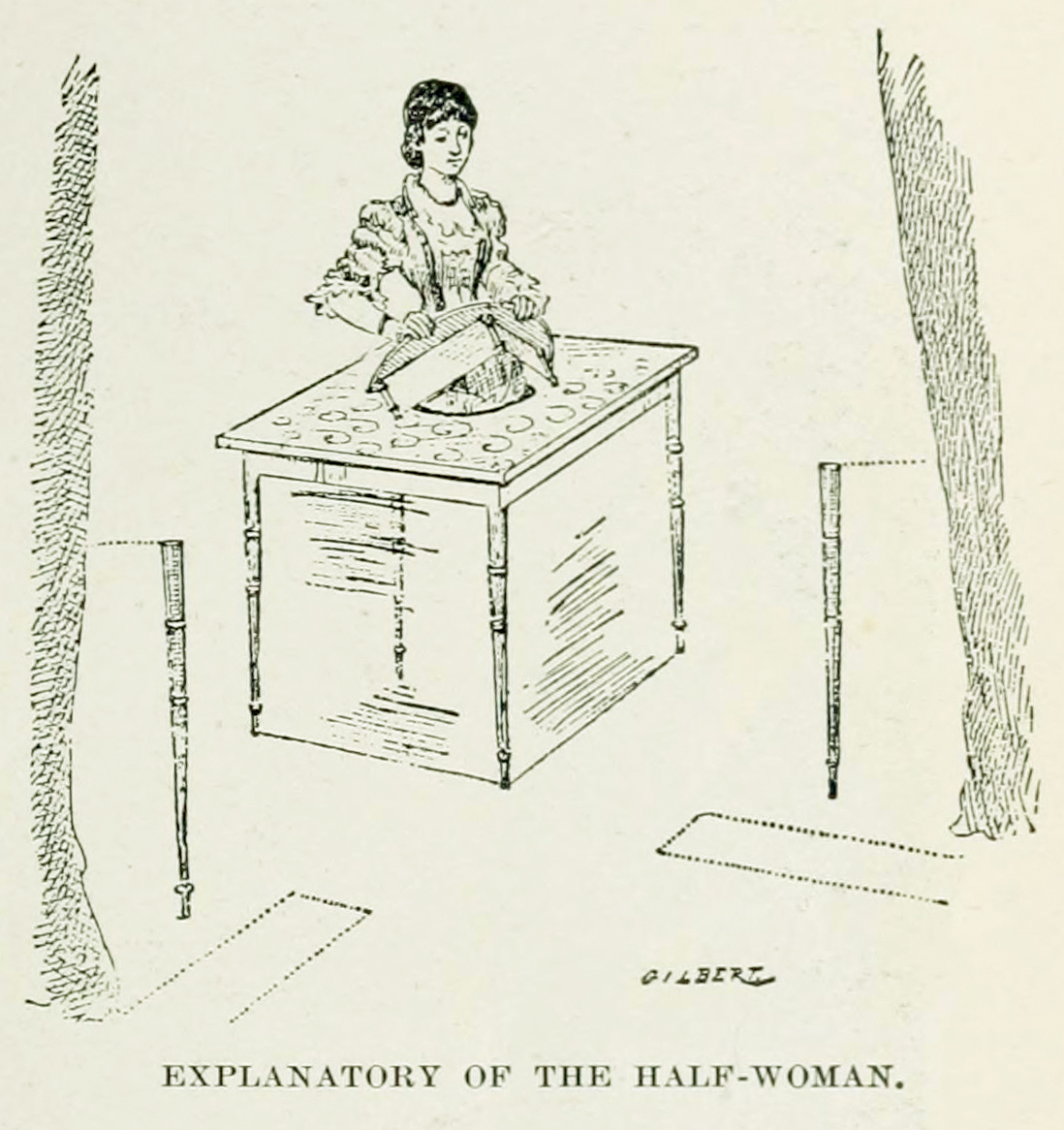
« Demi-femme ».

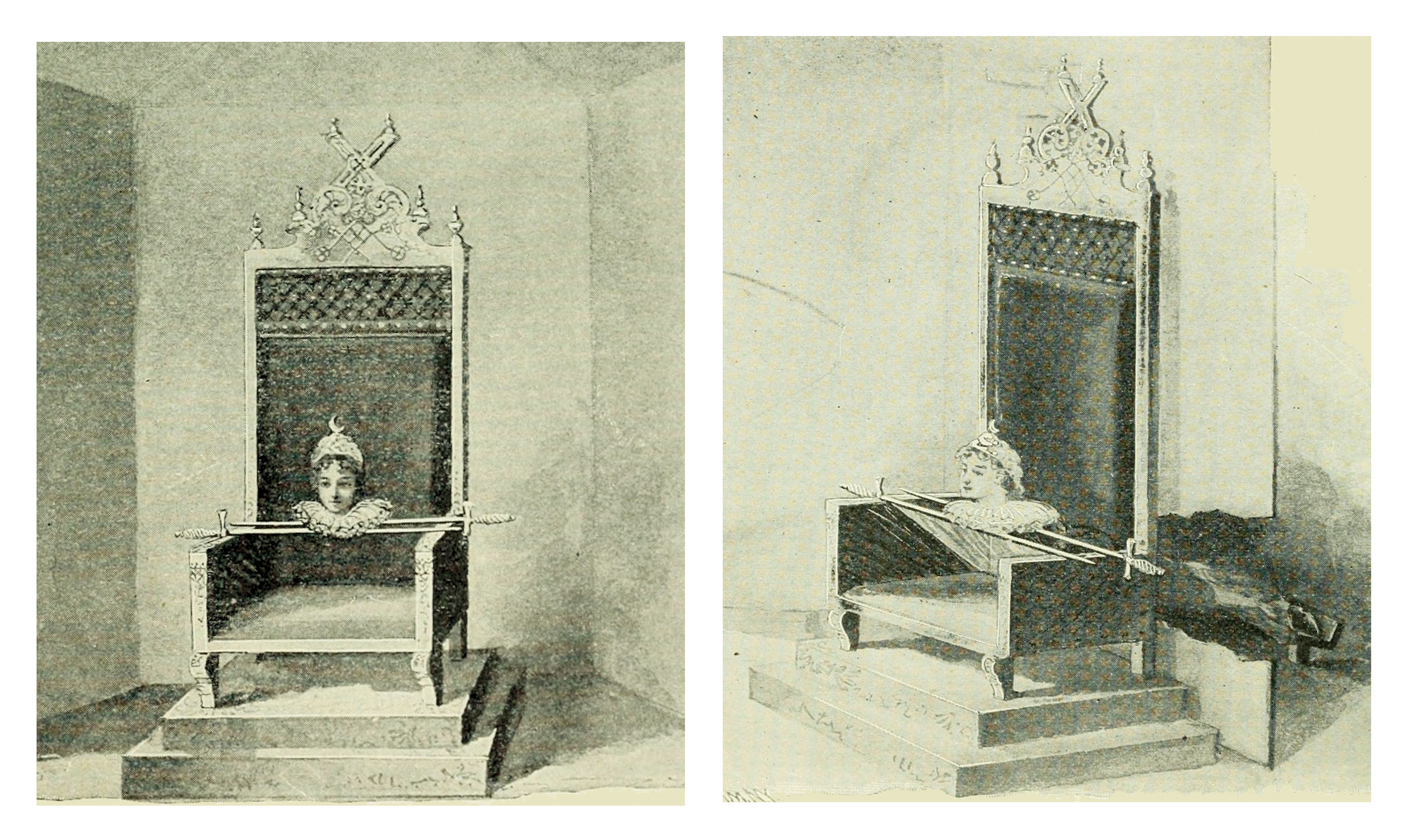
La Princesse décapitée, de face et de profil.

Cet effet de miroir n'est au demeurant pas le seul possible. Un développement de l'illusion du Sphinx est connu sous le nom de « La Princesse décapitée », dont Georges Méliès présente en 1892 une variante sous le nom de « La Source enchantée » : 

« Le spectateur est placé devant une petite scène fermée par un rideau. Lorsque le rideau se lève on aperçoit une tête de femme suspendue au milieu de la scène. Pour prouver que la tête est bien vivante, le barnum lui présente une bougie à souffler et le bougeoir est remisé au-dessous de la tête pour prouver que celle-ci n'est soutenue par aucun support. En réalité, le public est victime d'une illusion complète. Une glace coupe l'espace vide selon la diagonale de la scène. Cette glace est percée d'une ouverture par laquelle le sujet, dissimulé derrière la glace passe la tête. La porte que le public croit pouvoir ouvrir sous la tête et la bougie qui apparaît comme présentée droite au sujet, sont en réalité dissimulées dans le cintre de la petite scène et au-dessus du rideau. Inutile d'ajouter que le dispositif d'éclairage est conçu de telle sorte qu'aucune lumière ne vienne se refléter dans la glace. »

« La Source enchantée » (1892).
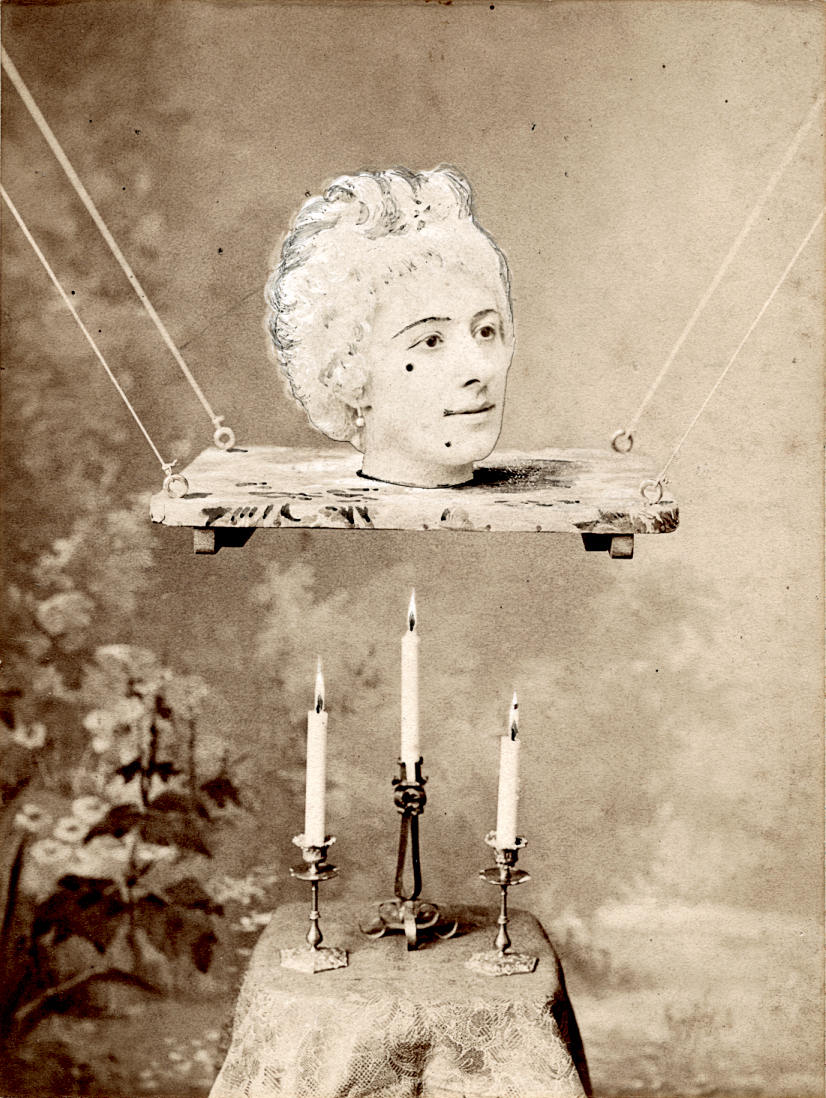
Jehanne d'Alcy.
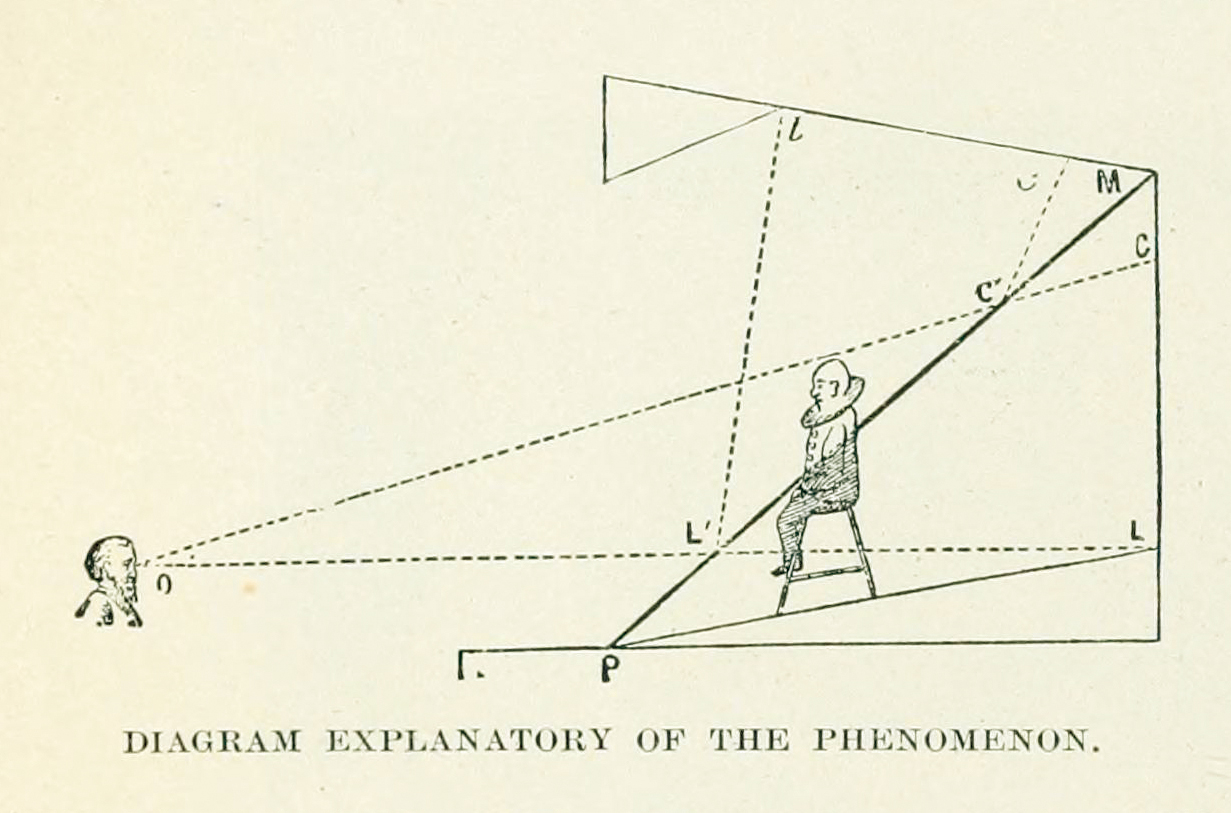
Explication.

### Popularisation aux États-Unis par Roltair

Affiche du cirque Barnum et Bailey (1898).

Ces illusions reposant sur l'usage de miroirs ont été popularisées aux États-Unis par l'illusionniste anglais Henry Roltair, considéré au tournant du XXe siècle comme « le plus grand illusionniste du monde », qui, vers 1891, transforma son spectacle itinérant de magie en entresorts, présentés notamment dans un bâtiment temporaire de l'Exposition internationale de San Francisco en 1894 puis par le cirque itinérant Barnum et Bailey. Michael Leja observe que, comme le montre l'affiche de 1898 ci-contre de ce cirque, les spectateurs de ces entresorts étaient contenus derrière des barrières et contraints d'observer frontalement les illusions : les illusions de Roltair étaient conçues pour une audience de masse dans les entresorts, il s'agissait d'installations fixes et continues plutôt que de performances et elles n'étaient pas caractérisées par l'habileté d'un prestidigitateur, c'étaient « des illusions spectaculaires et non les spectacles d'un illusionniste ». Leja note également que le succès des illusions de Roltair met en lumière la polyvalence de la notion d'illusionnisme à la fin du XIXe siècle : il s'agit aussi bien d'une « tromperie réaliste » que d'une « franche fantaisie », le terme d'illusion marquant « des champs de l'expérience où les distinctions entre le vrai et le faux, le réel et l'irréel, le fait et la fantaisie étaient soigneusement obscurcies ».

Détails de l'affiche de 1898.
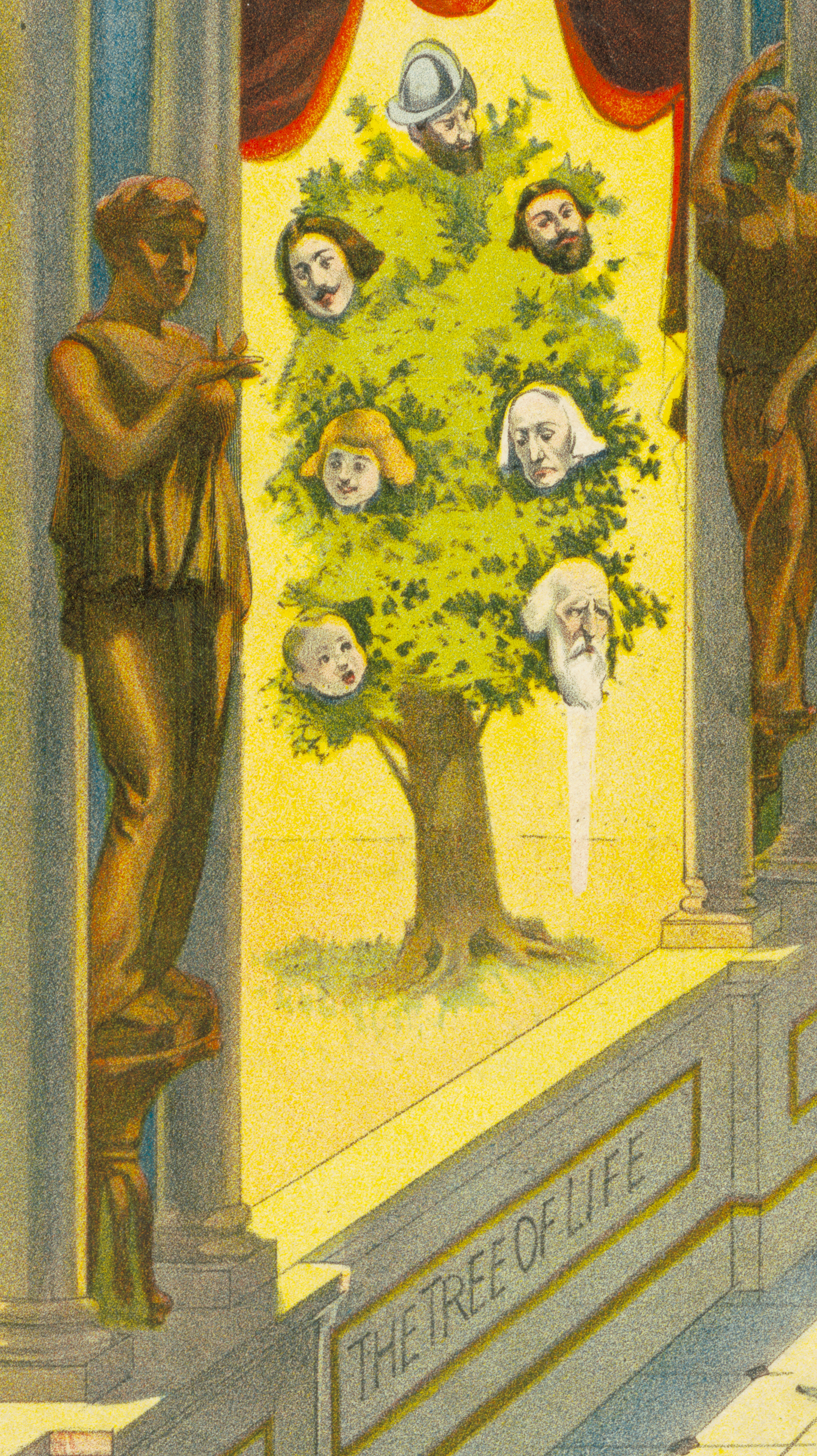
« Arbre de la vie ».
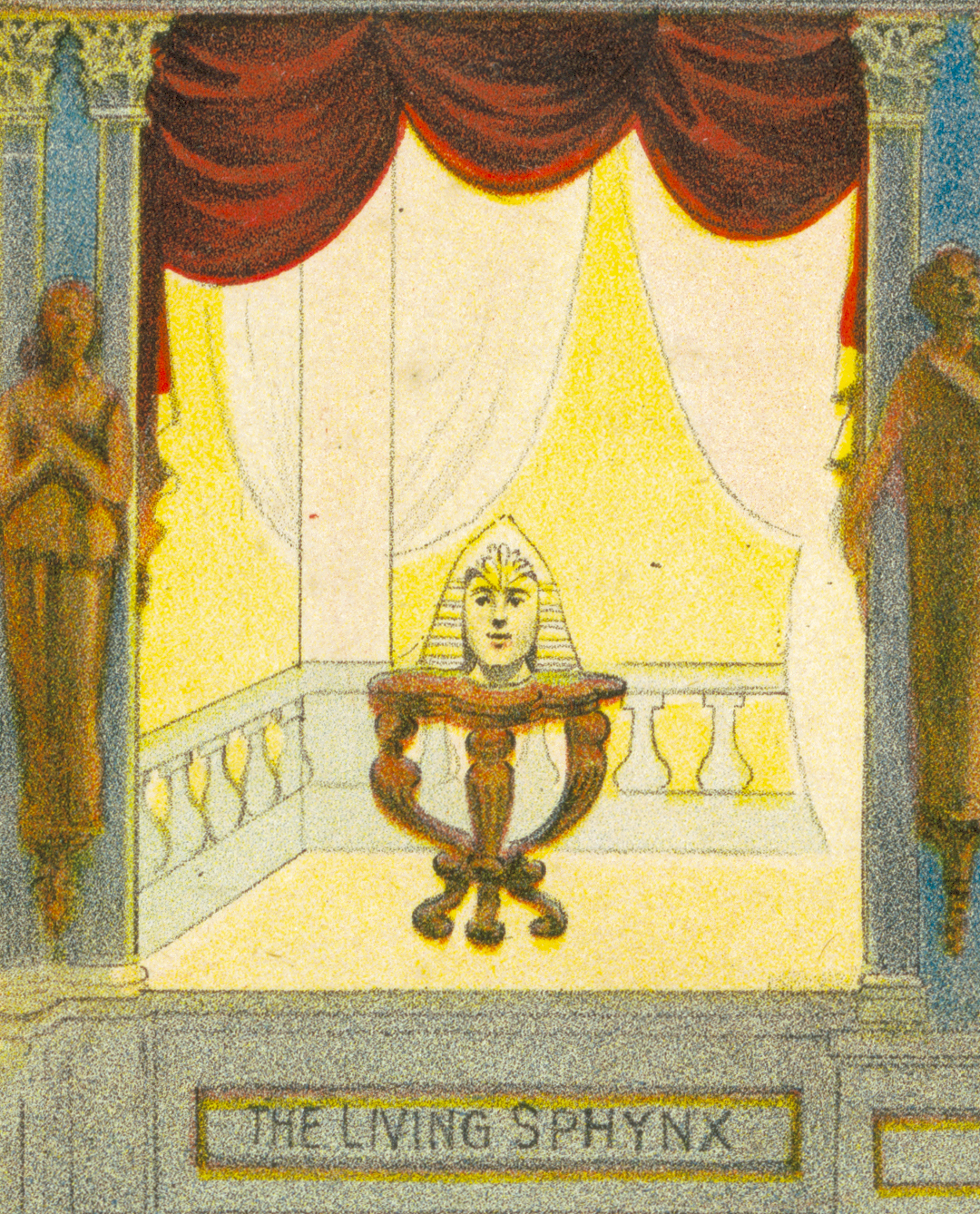
« Sphinx vivant ».
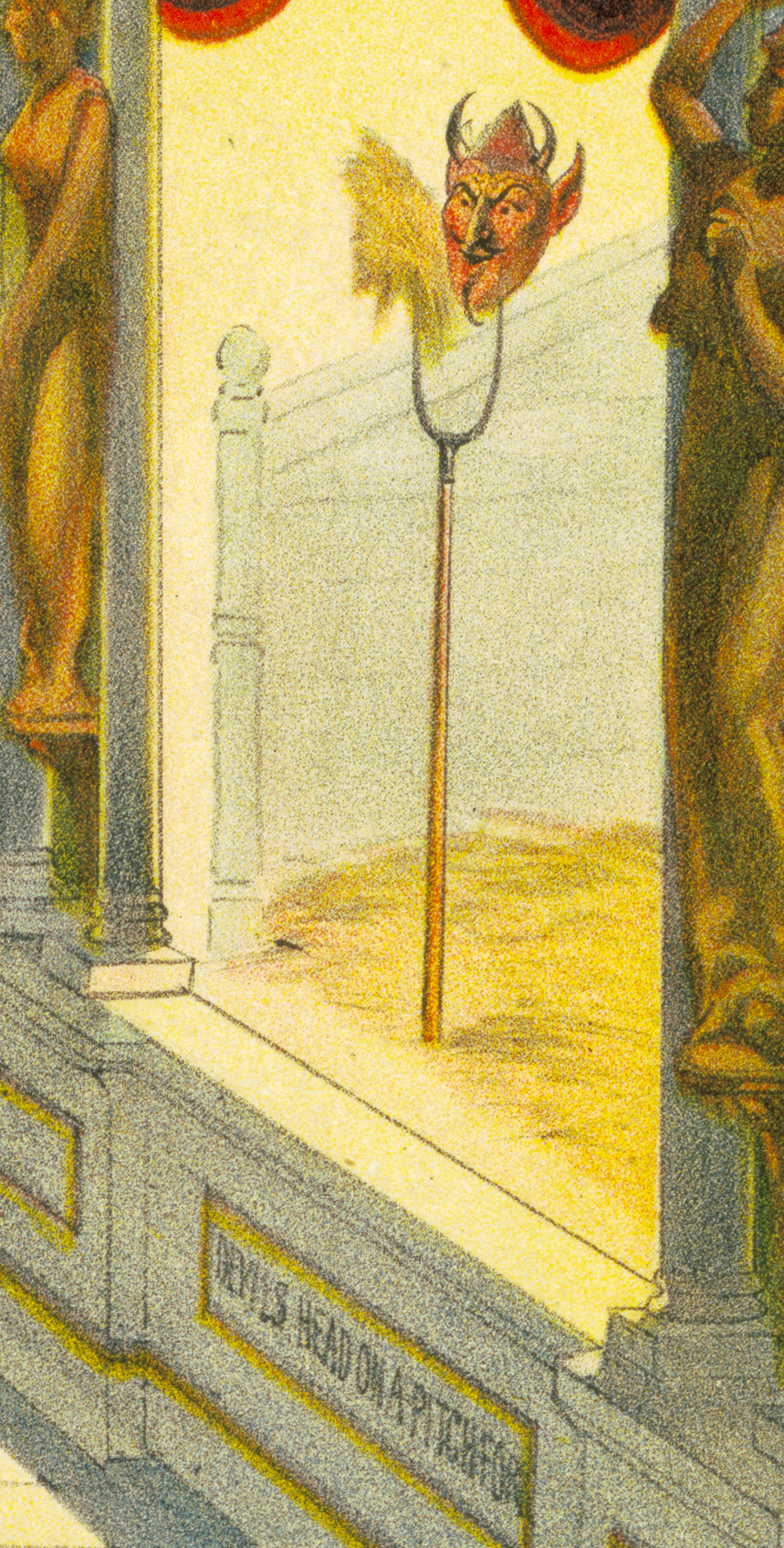
« Tête du diable ».
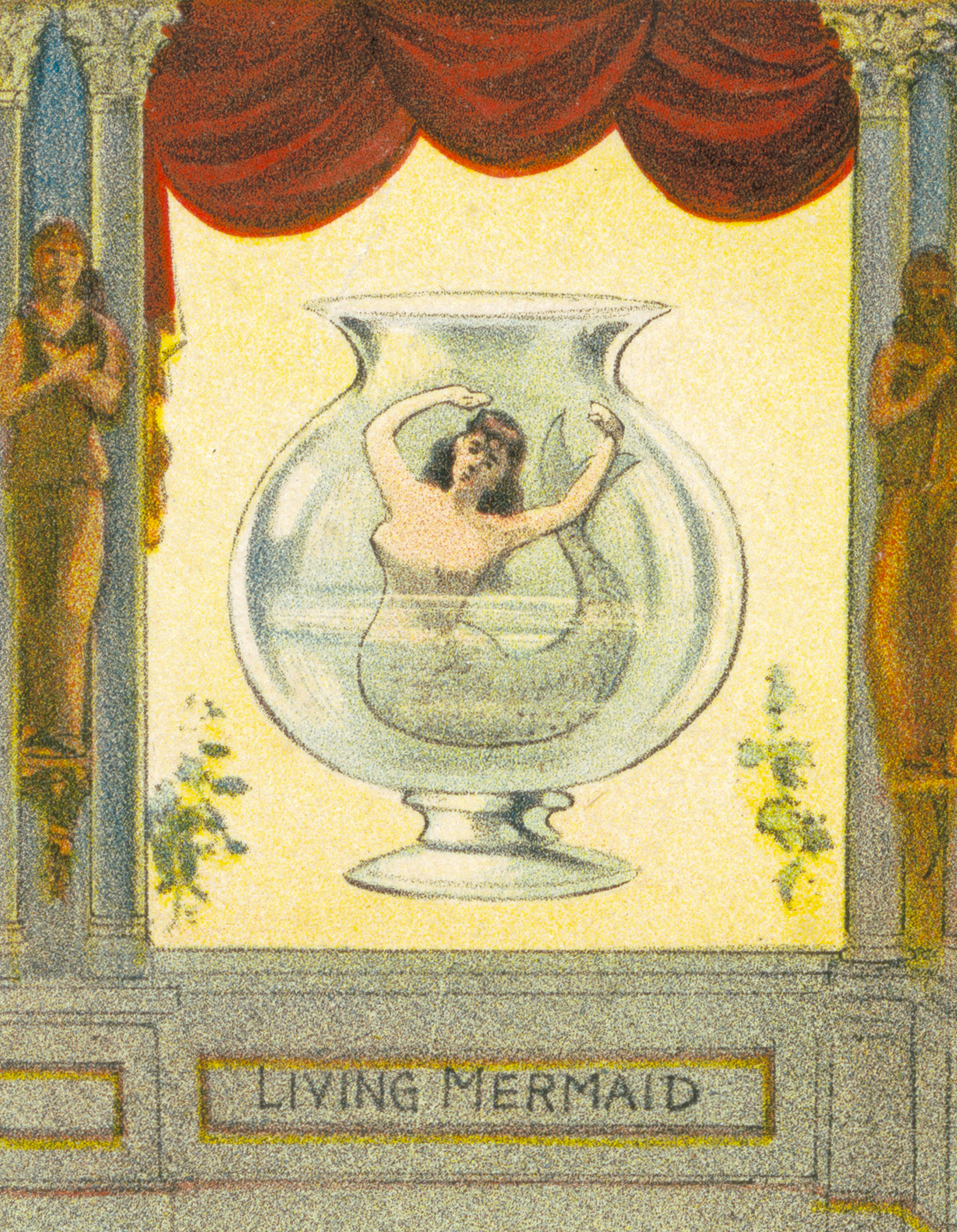
« Sirène vivante ».
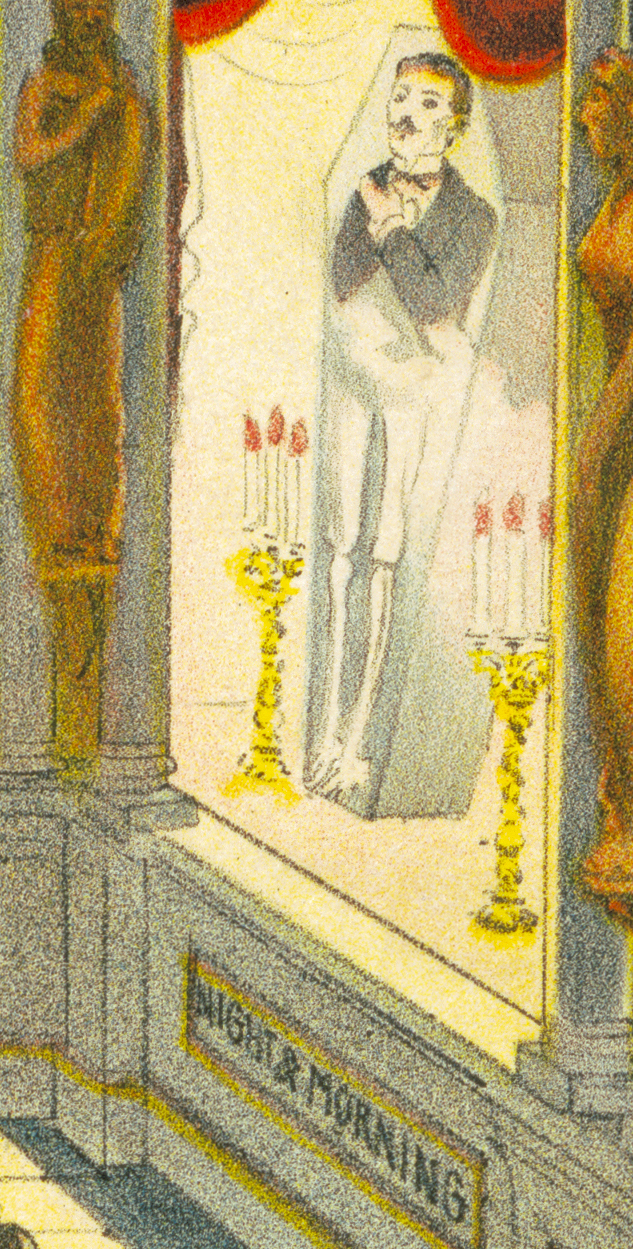
« Nuit et Matin ».
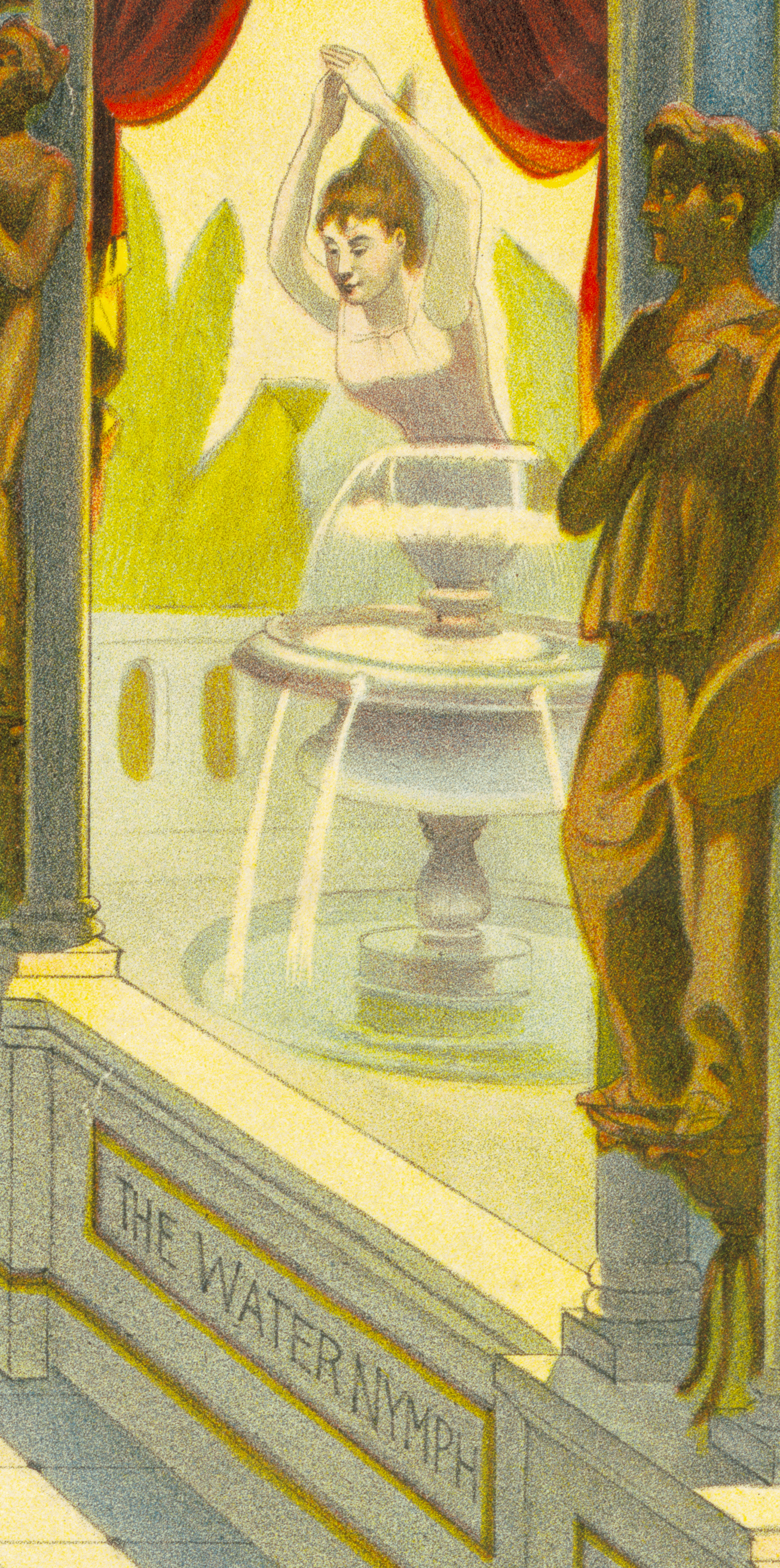
« Nymphe d'eau ».
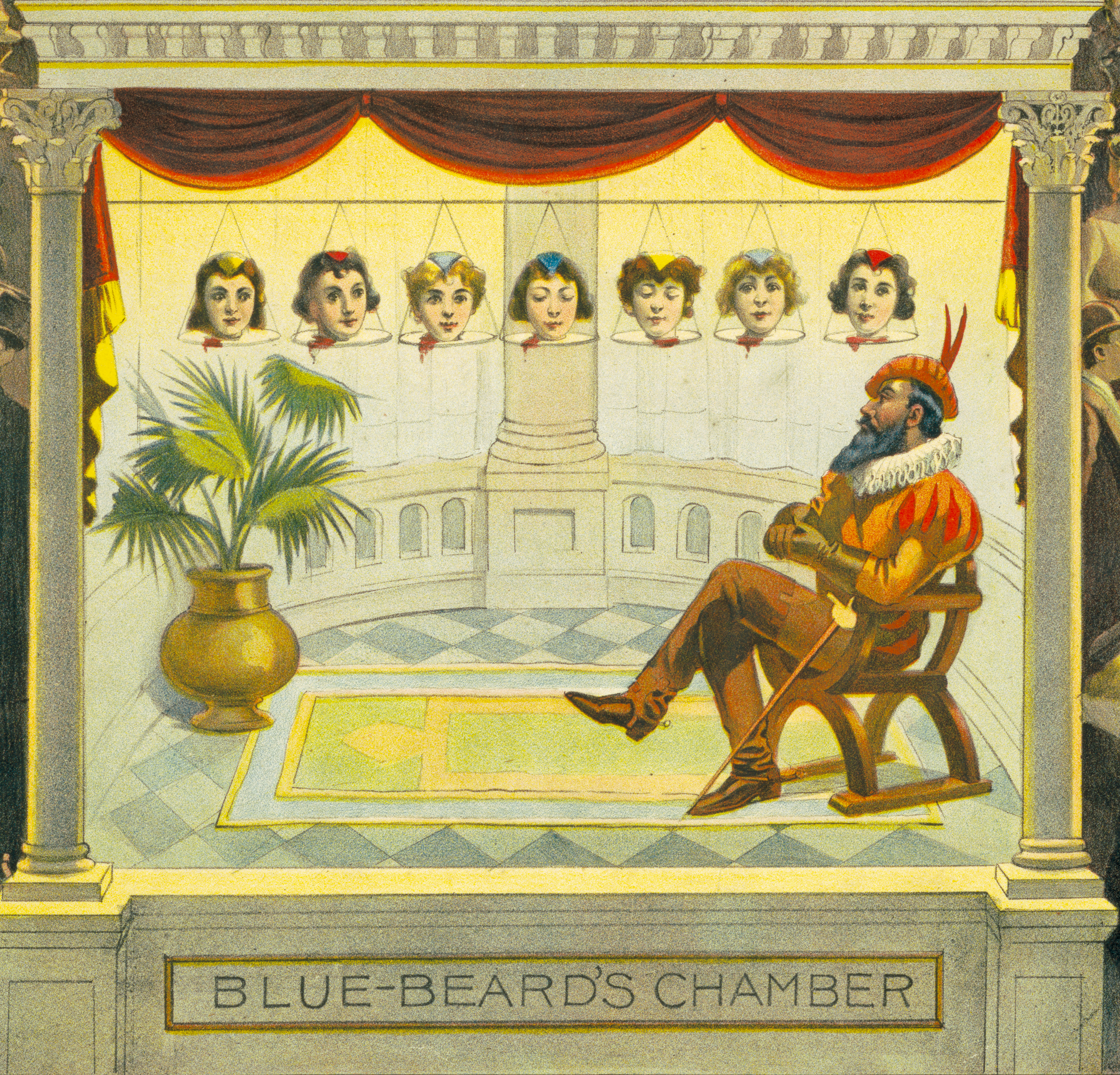
« Chambre de Barbe bleue ».

Plusieurs des entresorts figurant sur l'affiche représentent des têtes humaines suspendues de manière étrange : « L'Arbre de la vie » montre entre ses branches sept têtes, de différents âges allant de l'enfance à la vieillesse. Dans « Le Sphinx vivant », une tête portant une coiffe de pharaon, à l'instar de celle du colonel Stodare, se tient sur une table. Dans « La Tête du diable sur une fourche », la tête de Satan repose sur une des deux pointes. « La Sirène vivante » évoque la célèbre Sirène des Fidji en montrant le buste d'une femme attaché à celui d'un poisson dans un bocal. « Nuit et Matin » montre le tronc d'un homme sortant de la partie inférieure d'un squelette. « La Nymphe d'eau », le buste d'une femme sortant d'une fontaine. Enfin, la plus sensationnelle de ces attractions, située au centre de la pièce, « La Chambre de Barbe bleue », montre ce dernier assis, faisant face à sept têtes de femme coupées et sanguinolentes.

Illusions de Roltair en 1903.
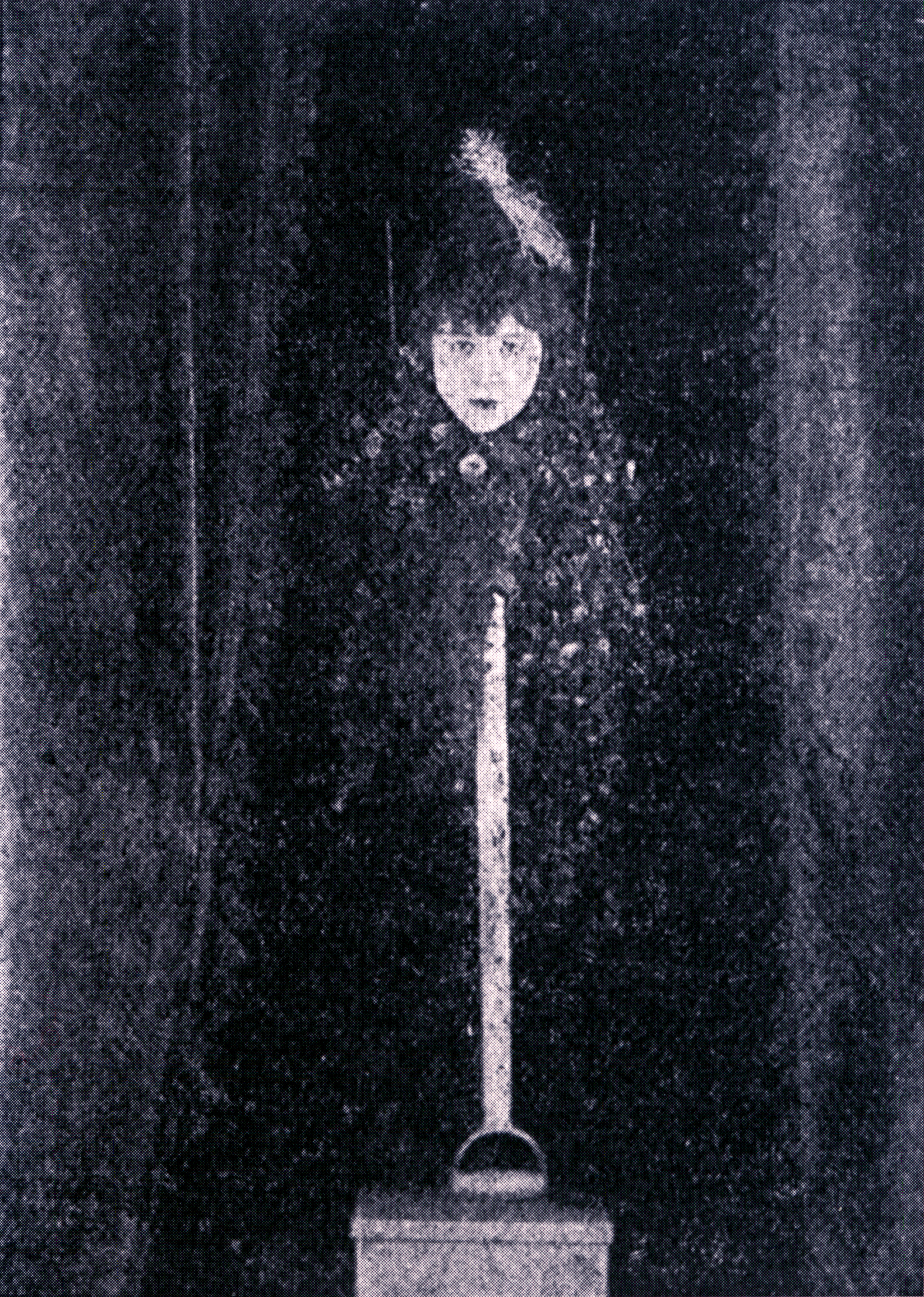
« Rêve de Satan ».
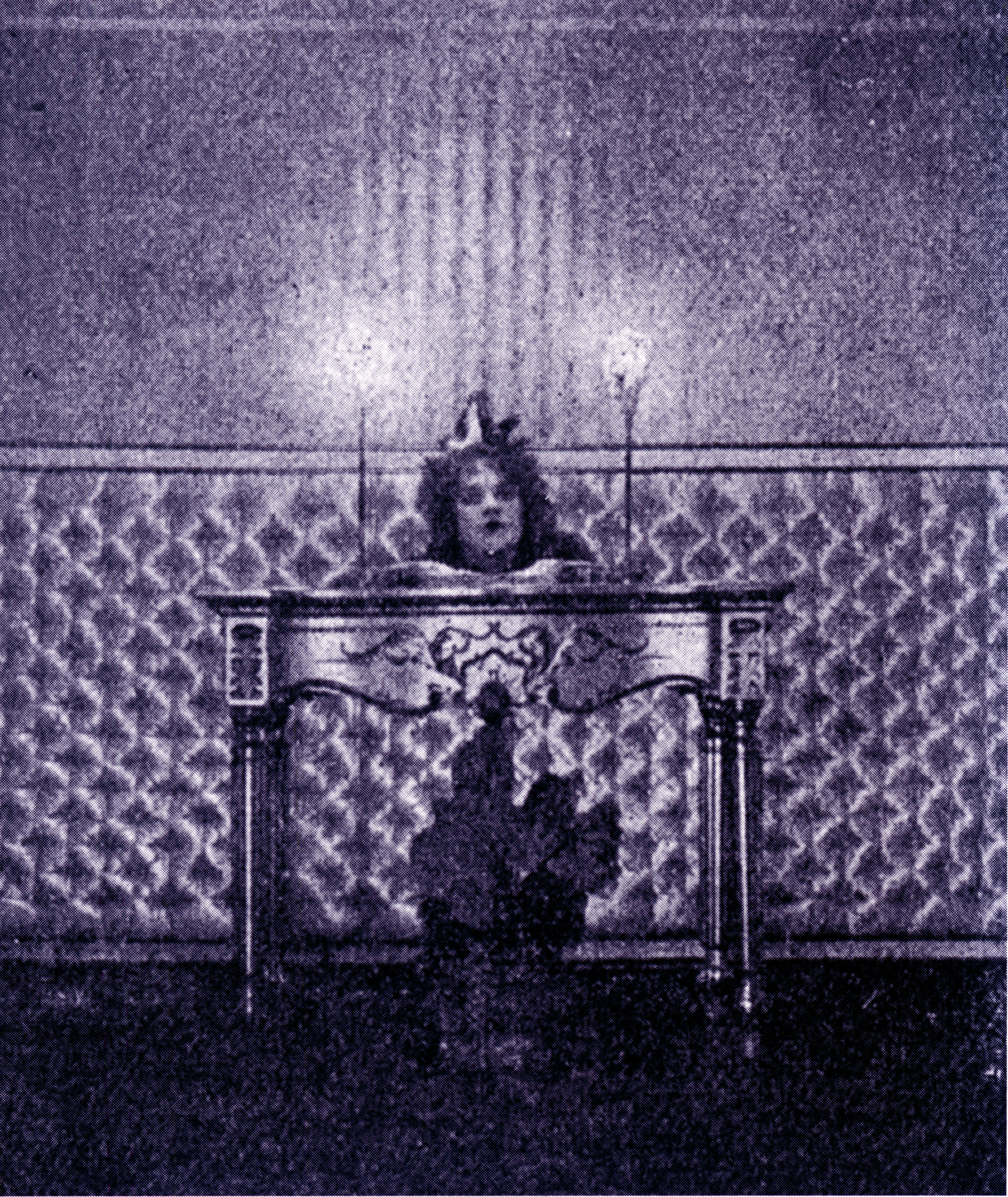
« Folie ».

## LaVanishing Lady

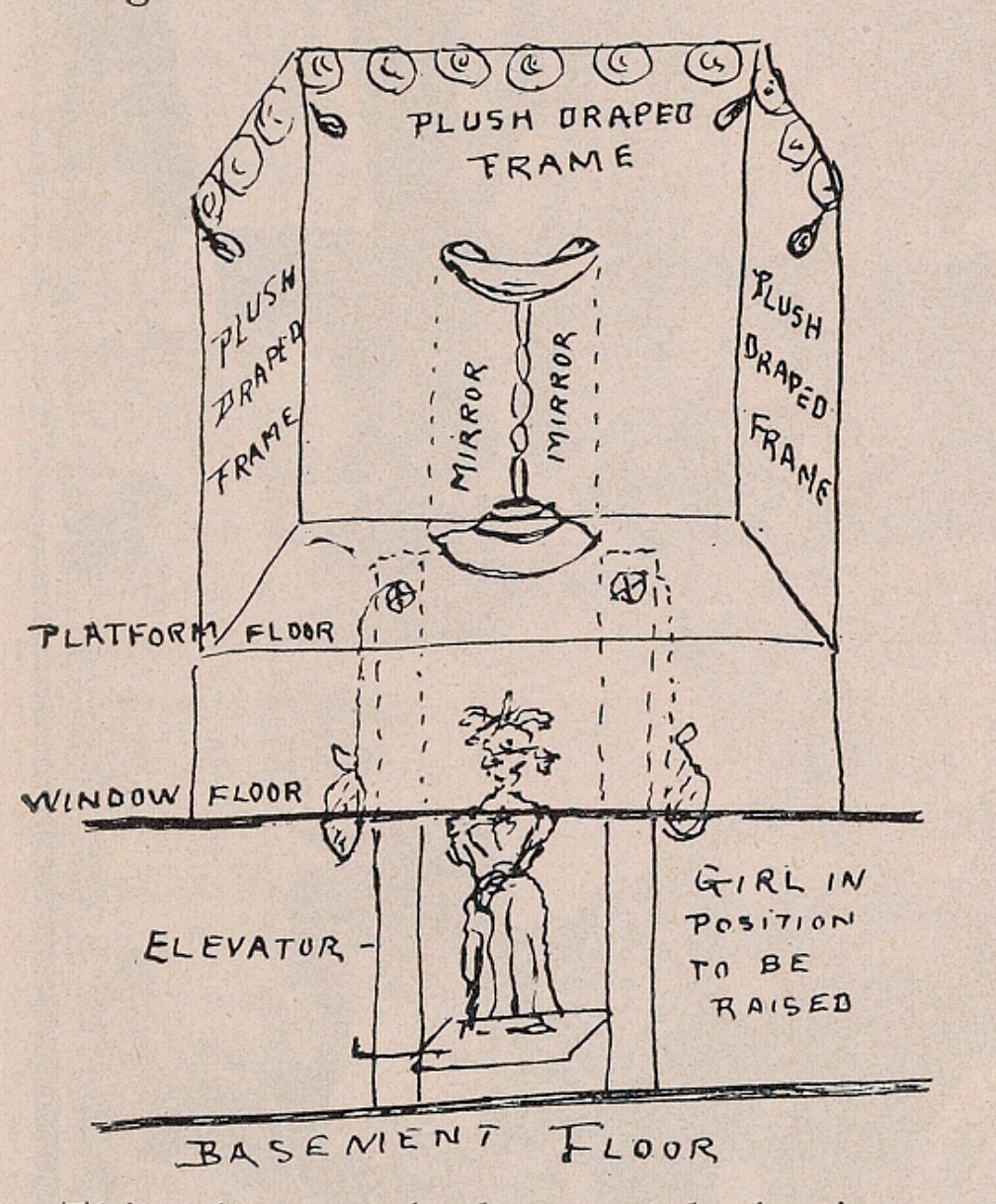
Schéma de la Vanishing Lady par Baum.

Aussi frappante que soit l'illusion de vitrine décrite dans la section ci-dessus, elle n'en est pas moins, selon Baum, dépassée par celle de la Vanishing Lady, de la femme qui disparaît, décrite par Stuart Culver comme un « drame du désir captivant les passants ». Elle constitue selon Baum une « amplification » de l'illusion précédemment décrite. André Gaudreault, qui emploie le terme d'attraction pour caractériser le cinéma premier, rappelle que ce terme désigne dès 1835 ce qui « attire et fascine le public », avant de dénoter plus spécifiquement le spectacle forain, en particulier les manèges. Il identifie certaines « modalités attractionnelles » qui caractérisent les attractions optiques et qui sont autant d'aspects de cette amplification : rotation, répétition et circularité.

Baum donne une description assez peu claire du dispositif, accompagnée d'un schéma (ci-contre, à gauche) : 

« Elle n'occup[e] qu'une petite place au centre de la vitrine, ne montrant que le buste et la tête d'une jolie jeune femme, soutenus par un mince piédestal surmonté d'un grand bol. En dessous de la taille, la jeune femme n'e[st] pas visible ; en même temps, on p[eu]t voir tout autour du piédestal, qui est soutenu par deux grands sacs de sable. Quand la jeune femme remonte, un boulon vient coincer le rayon, pour éviter que la plateforme ne s'envole. »

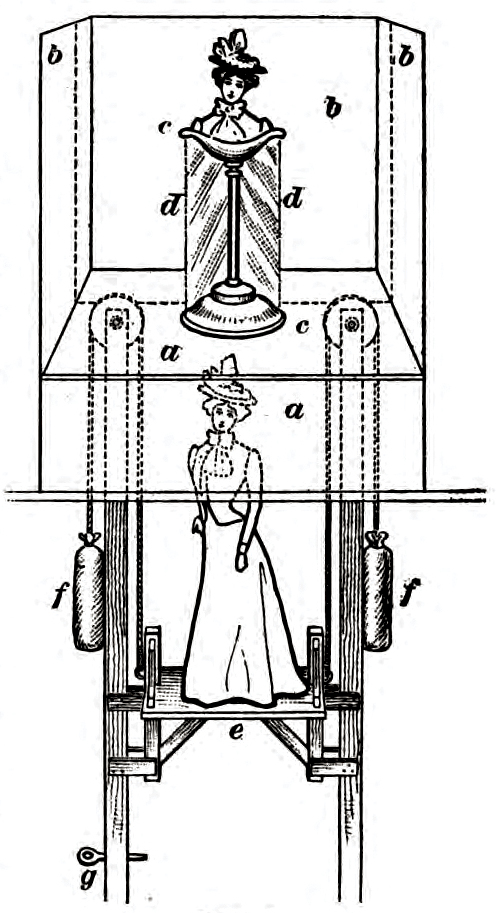
Schéma de l'installation : Une plateforme (a) est entourée de trois panneaux (b). En son centre, un piédestal (c) entouré de deux miroirs (d). L'ascenseur (e) se déplace et s'arrête grâce à des contrepoids (f) et à un taquet (g).

Si cohérente qu'elle soit avec les thèses de Baum, la Vanishing Lady n'est cependant pas son invention. Dans un article publié en novembre 1898 dans la revue de Baum, Show Window, Charles Morton, en revendique la paternité. Il est depuis 1887 le chef étalagiste du grand magasin Weinstock's (en) de Sacramento et contribue régulièrement à la revue de Baum, étant par ailleurs le président de l'association américaine des étalagistes,. Il conçoit notamment en 1891 une animation à sensation pour la vitrine centrale du magasin de Sacramento : le plancher s'entrouvrait soudainement et une énorme rose en sortait ; les pétales s'écartaient lentement et une petite fille, déguisée en fée et tenant à la main une baguette magique, en sortait et voltigeait alentour, essayant les chapeaux et incluant les produits dans son petit spectacle, puis au bout d'une vingtaine de minutes elle rentrait dans la rose, qui redescendait dans le plancher,.

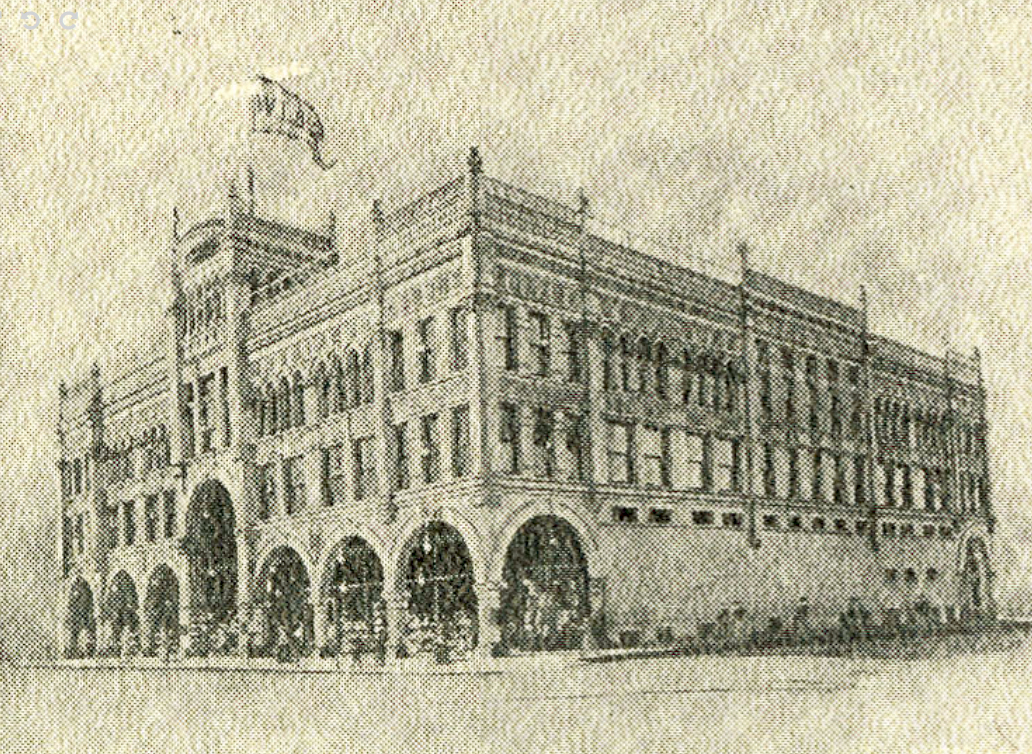
Le grand magasin Weinstock's à Sacramento avant son incendie en 1903.

Dans son article de 1898, Morton précise le fonctionnement de l'illusion de la Vanishing Lady : 

« À de courts intervalles, la jeune femme disparaissait dans le piédestal (ou du moins c'est ce qu'il semblait) puis réapparaissait avec un nouveau chapeau, une nouvelle chemise et de nouveaux gants, etc. Cela continuait sans cesse, avec toutes les dix minutes, un nouveau chapeau, etc. [...] Une plateforme de [76 cm] est construite dans la vitrine. Elle est entourée de trois panneaux de [213 cm], drapés de peluche verte [...] Deux miroirs sont disposés selon le diagramme [ci-contre, à droite]. Ils reflètent les panneaux de côté, ce qui donne l'impression que l'on voit tout autour. Une trappe dans le sol permet à la femme de disparaître par le truchement d'un ascenseur rudimentaire, qui la mène au sous-sol où elle change son chapeau, sa cravate, etc. pour ensuite réapparaître [...] Cette vitrine a eu un grand succès. Le second jour, nous avons dû poser une balustrade de fer devant la vitrine, de crainte que cette dernière ne soit brisée par la foule. La jeune femme était très jolie, tous les chapeaux étaient seyants et les changements de tenue duraient toute la journée. Nous avons vendu un grand nombre de chapeaux par ce procédé. »

La Vanishing Lady vaut à Charles Morton une « médaille de diamant » et un prix de 500 dollars décernés par l'association américaine des étalagistes en 1899,. Interrogé en 1921 par un périodique professionnel, il relativise toutefois le succès de sa création de 1898, la considérant rétrospectivement comme représentative d'une période où les vitrines étaient ingénieuses et attractives, mais d'une efficacité commerciale douteuse.

Vitrine de la Vanishing Lady et foule matinale l'admirant (1898).
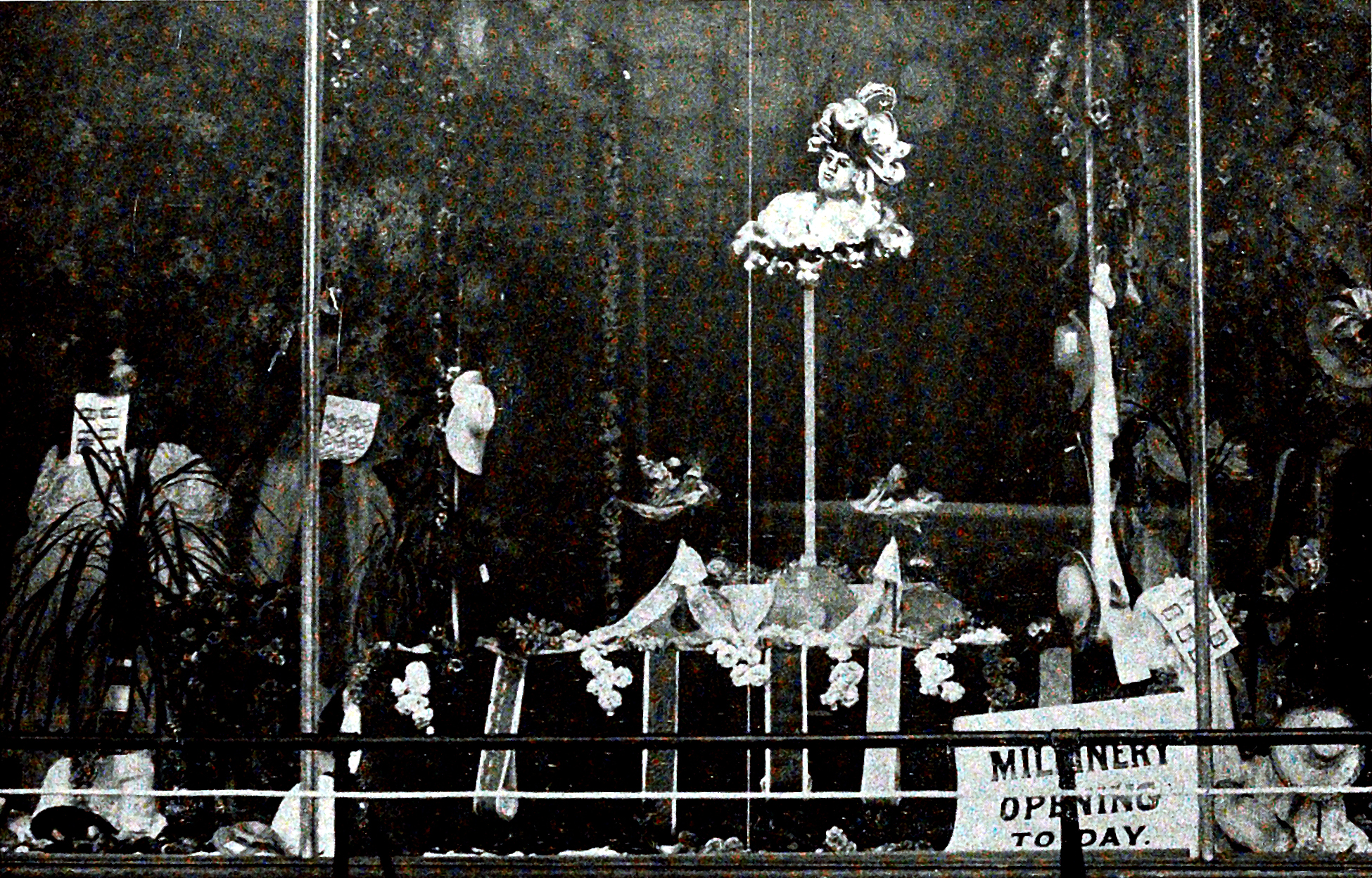
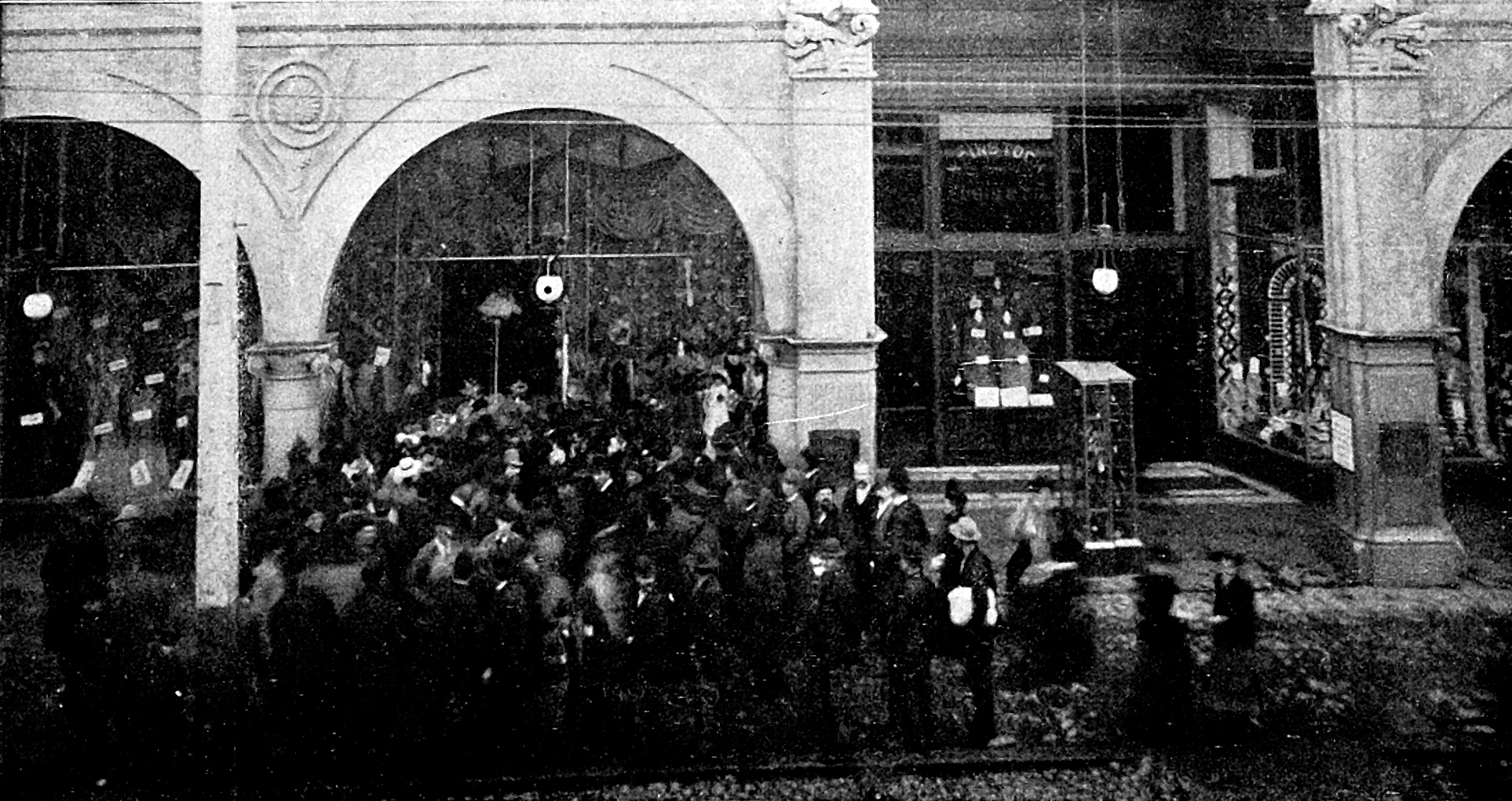

## Référence à une illusion célèbre

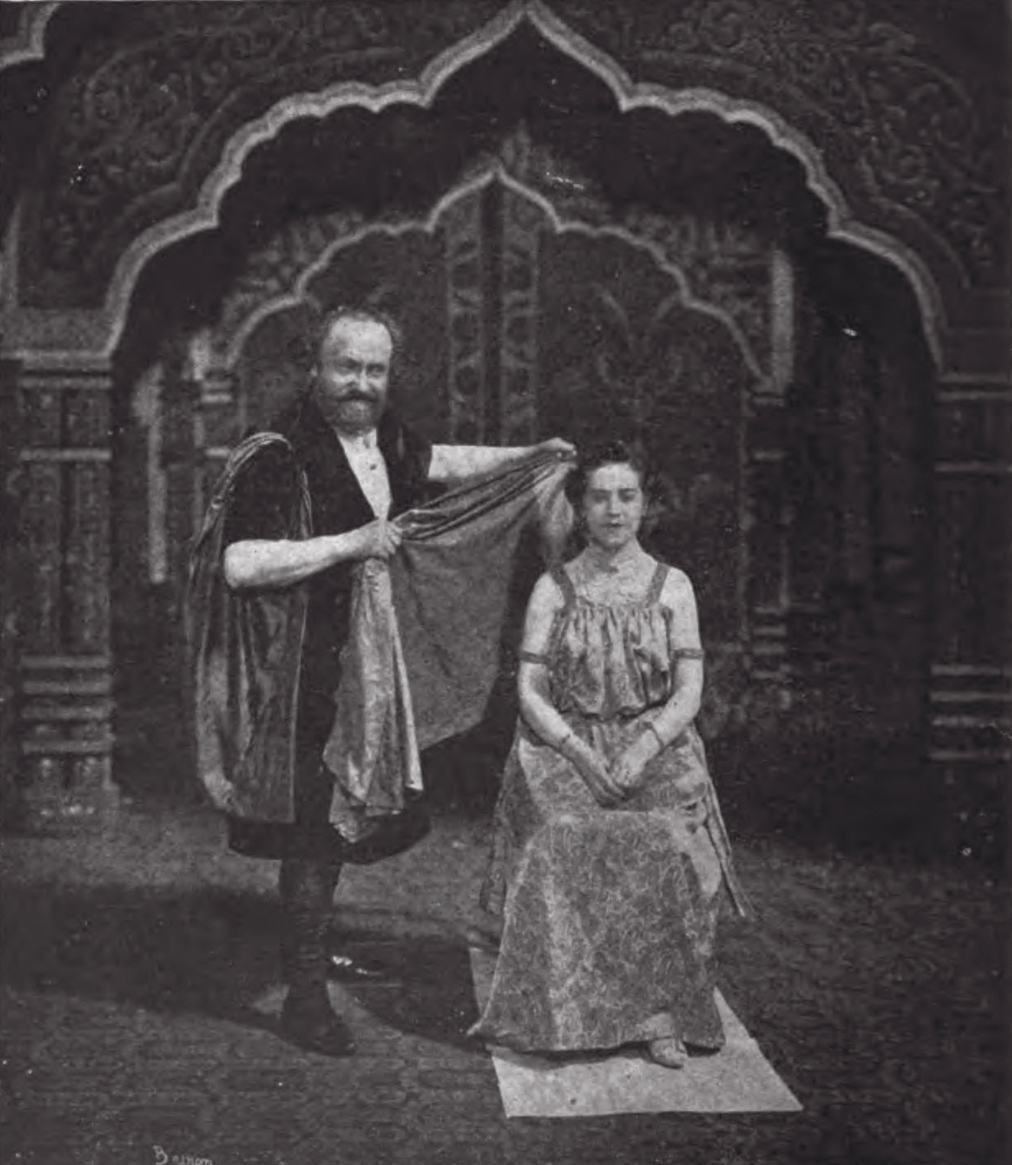
Représentation en 1902 à l'Eden Musée de New York de La Femme enlevée (The Vanishing Lady) par Buatier de Kolta avec son épouse, Alice Mumford.

Comme le précise Amy Reading, le nom donné à cette illusion de vitrine fait référence à l'un des plus célèbres tours de la magie de scène, La Femme enlevée, appelé en anglais The Vanishing Lady, créé en 1886 à Paris par le magicien français Buatier de Kolta, puis repris à Londres par Charles Bertram et présenté dans le monde entier par d'autres magiciens, tel le Dr Lynn à Melbourne et Adolph Seeman à Chicago. En 1890, le divulgateur anglais Angelo John Lewis, connu sous son nom de plume de « Professeur Hoffmann » en donne une description complète dans More Magic, en précisant que le succès même de ce tour « capital » a conduit à sa « ruine », la plupart des spectateurs connaissant désormais le truc.

### Description de l'illusion de Buatier

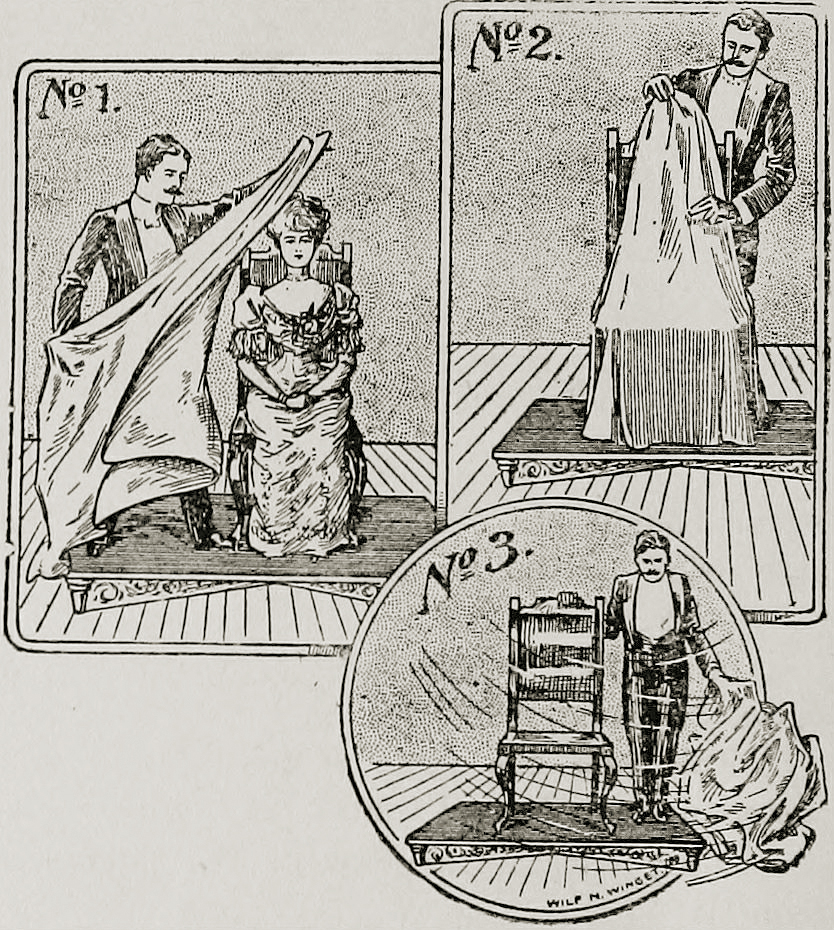
Schéma du tour de Buatier.

Lors de la première présentation de l'illusion à Paris, en avril 1886, Émile Blavet la décrit comme suit dans Le Figaro : 

« Il étale sur le plancher de la scène un journal de grand format, le Times. Sur ce journal il pose une chaise quelconque ; sur cette chaise il asseoit une jeune femme, la sienne ; il recouvre le sujet d'une soie légère, presque transparente, dont il le drape étroitement, le moulant de la tête aux pieds. L'opération dure à peine quelques secondes ; après quoi l'opérateur, au milieu d'un silence morne, sous le feu de tous les regards anxieusement braqués sur l'étroit espace où il manœuvre, prend l'étoffe entre ses deux index et ses deux pouces, souffle dessus avec force, l'enlève violemment et... ni vu ni connu. Plus de femme !... Le journal n'a pas bougé d'une ligne, et sur ses quatre pieds, dont les empreintes sont immuables, la chaise seule apparaît, vide de son élégant fardeau ! »

### Une illusion nouvelle

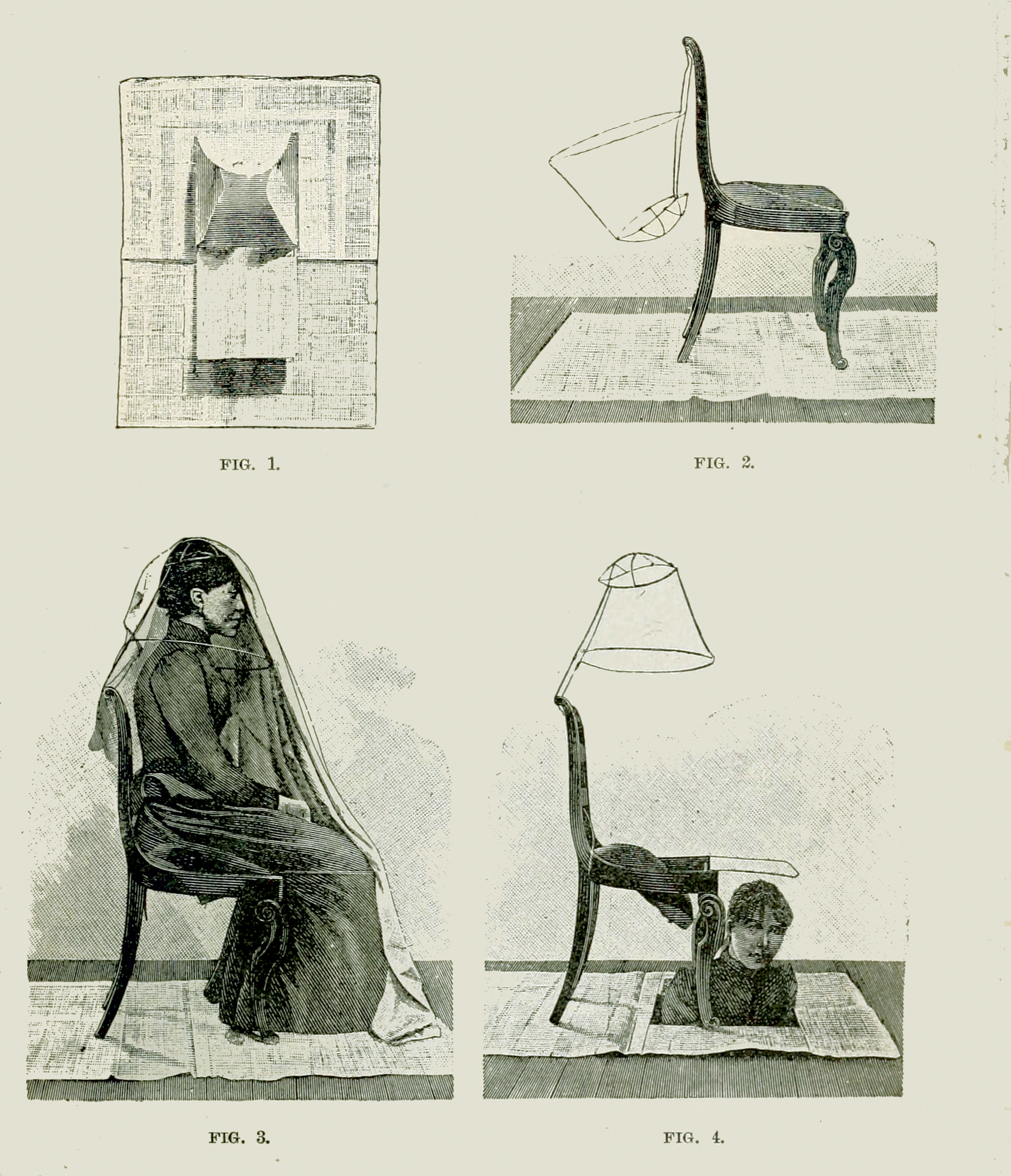
Les caractères imprimés du journal en caoutchouc dissimulent une fente (1). Le siège de la chaise pivote vers l'avant et son dossier dissimule une structure de fil de fer (2). La structure de fil de fer pivote et vient conserver la forme de la tête sous le voile (3). La femme glisse dans une trappe du sol à travers l'ouverture du journal (4).

Si le tour de Buatier ne repose pas sur une illusion d'optique, il n'en repose pas moins sur une approche nouvelle, l'illusionnisme. Blavet relève que Buatier se fait appeler « illusionniste » et qu'il « ne se targue point de magie: son but est d'en donner l'illusion, non par des prodiges de dextérité, mais par des moyens scientifiques ». Raoul Toché dans Le Gaulois relève également ce néologisme « ingénieux », emprunté l'anglais par Buatier, auquel on prête une nationalité américaine : 

« Cette épithète est tout un programme. Celui qui l'a inaugurée n'a pas la prétention d'être un sorcier : il nous illusionne, voilà tout. »

Katharina Rein observe que La Femme enlevée reste à ce jour « une des plus iconiques illusions de scène ». Selon elle, cette célébrité tient au fait que, tout comme l'illusion dérivée produite en 1896 par Méliès (voir ci-dessous), « la technologie ou la machinerie qui produit l'effet reste imperceptible au public ». Elle estime que cette « disparition des moyens » est une caractéristique fondamentale de la magie moderne, sous la forme « très mécanisée » qu'elle prend à partir de la seconde moitié du XIXe siècle. Elle relève deux caractéristiques fondamentales qu'illustre ce tour :
- La simulation, c'est-à-dire le fait de donner une existence à des choses qui n'existent pas ou une présence à des choses qui sont absentes[130]. La femme semble être encore présente sous le voile alors qu'elle a déjà disparu dans la trappe et que seul le fil de fer en simule la présence[129].
- Le déguisement, c'est-à-dire le fait que les accessoires du tour sont conçus non comme des cachettes mais comme des camouflages, des objets d'apparence anodine que personne n'associerait avec une tricherie[130]. Tel est le cas de la chaise et du journal qui semblent être des objets normaux[129].

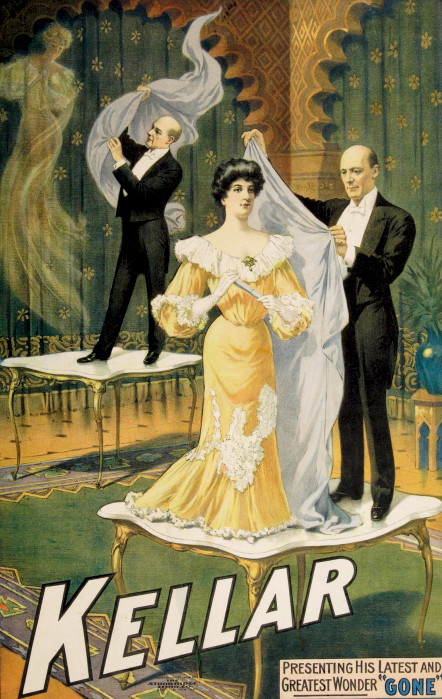
Harry Kellar est considéré comme le modèle vraisemblable du Magicien d'Oz,.

Katharina Rein souligne au demeurant le statut particulier du journal sous la chaise qui est non seulement un camouflage de la trappe, mais qui sert à « démontrer » qu'il n'y a pas de trappe, alors même que les spectateurs, avertis en général de l'existence de ce moyen, en supposent une, jouant ainsi donc le rôle d'une « boucle épistémologique » auto-référentielle, « qui montre que l'illusionniste est conscient de ce que les spectateurs sont conscients d'assister à une illusion », tout en se montrant capable de les surprendre. Elle applique à ce tour l'analyse de la philosophe allemande Sybille Krämer, selon laquelle les médias (ici, la scène de l'illusionniste) « fonctionnent comme des vitres : plus ils restent transparents, plus ils restent discrètement sous le seuil de notre conscience, mieux ils font leur travail »,.

### Disparition et théâtre noir
En réponse aux nombreux plagiats dont fait l'objet La Femme enlevée, Buatier dépose en France, en novembre 1886, un brevet portant sur un nouveau Mode d'apparition et de disparition de spectres ou autres sujets réels, reposant sur l'utilisation d'une tenture uniforme et foncée sur toutes les parois de la scène, sur son sol et sur son plafond. Ce brevet utilisé en décembre de la même année dans un spectacle donné à Londres et intitulé Modern Black Magic (Magie noire moderne), auquel plusieurs auteurs font remonter la pratique moderne du « théâtre noir », qui repose sur les deux techniques de background masking (masquage au fond, un objet devient invisible puisqu'il est caché derrière un cache de même matière que le fond) et de background blendding (fusion au fond, le cache est invisible car il est camouflé).

L'emploi moderne du procédé est cependant attesté quelques années avant Buatier chez l'illusionniste australien Hugh Washington Simmons se faisant appeler Dr Lynn, qui présente notamment aux Folies Bergère en 1884 son tour appelé Thauma, : 

« Sur le fond noir mat de la scène, on voyait un buste de femme vivante, reposant sur une escarpolette retenue par des chaînes métalliques très brillantes [...] [Le truc employé] est bien simple. La femme, dont le buste reposait sur un mannequin simulant la partie du corps qui s'étend de la poitrine à la taille, était couchée presque horizontalement sur une sorte de hamac pouvant suivre les oscillations de l'escarpolette. Mais toute cette partie de son corps était cachée par des draperies noir-mat formant le fond de la scène et rendues plus obscures par opposition avec les chaînes brillantes de l'escarpolette. Celle-ci, comme le buste, était vivement éclairée. »

- « Thauma » du Dr Lynn.

Thauma du Dr Lynn.
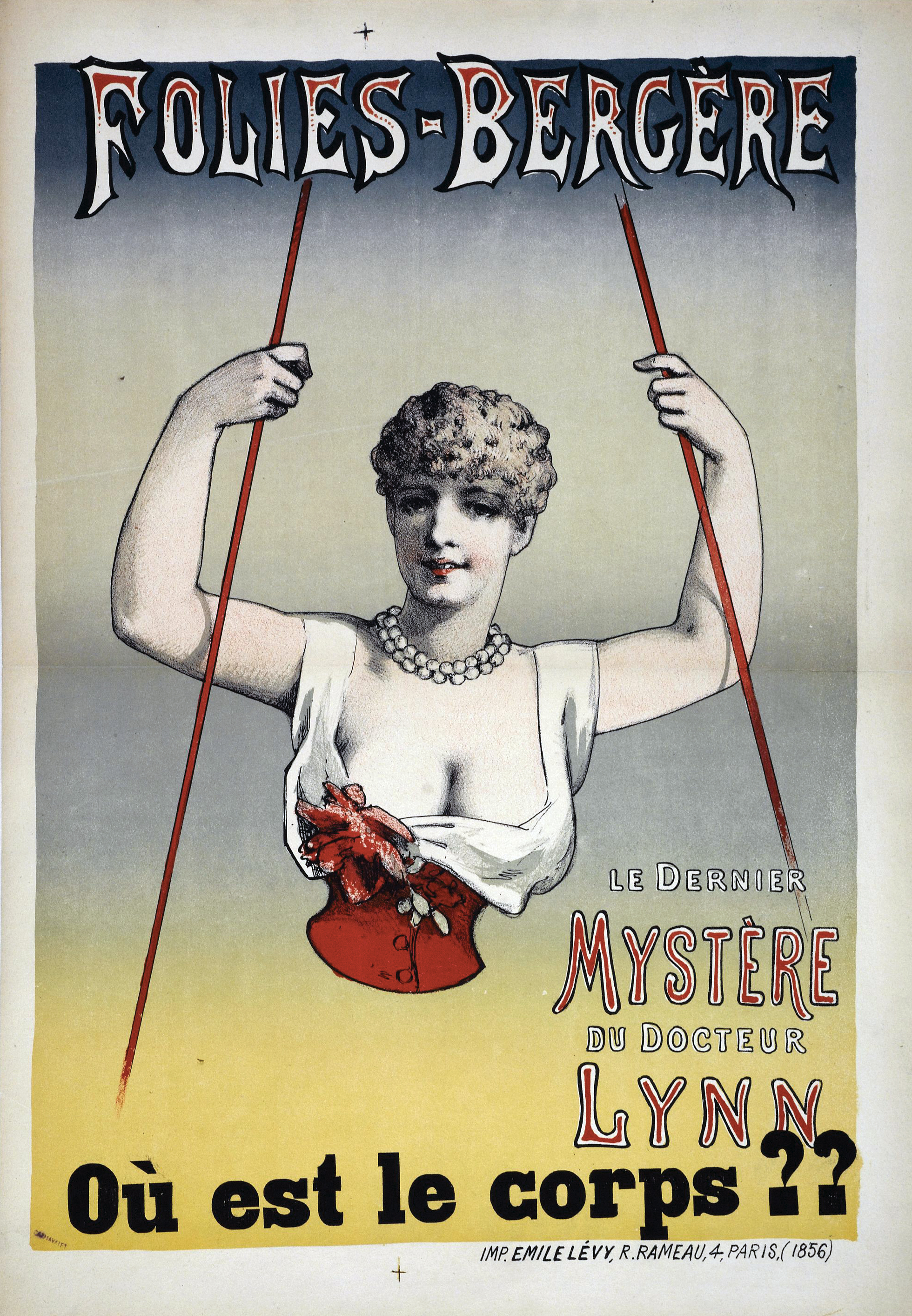
Affiche (1885).
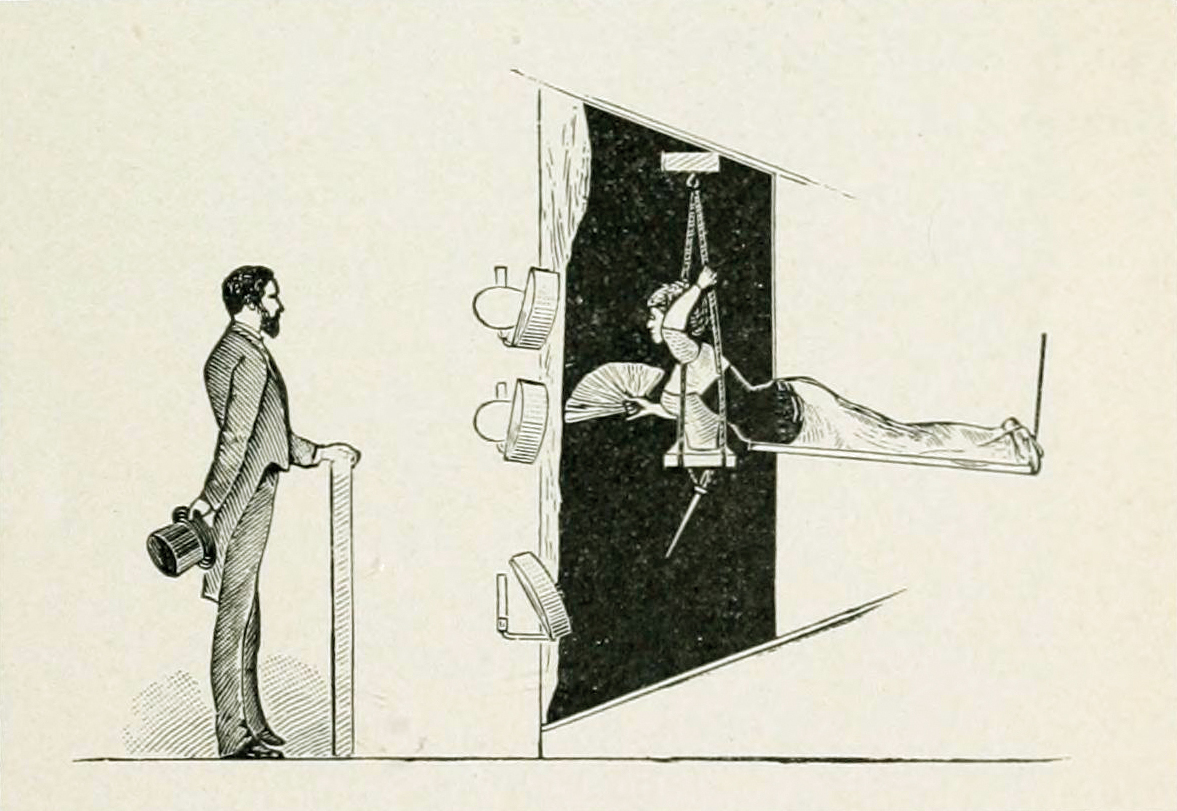
Explication.

## Des vitrines aux écrans
L'illusion de Buatier, à laquelle se réfère la Vanishing Lady fait l'objet d'une célèbre reprise par Méliès, qui inspirera à son tour, quelques années plus tard, les créations cinématographiques de Baum.

### Reprise de Buatier par Méliès
Dix ans après la création de La Femme enlevée et deux ans avant la vitrine de Morton, en 1896, Georges Méliès crée une version cinématographique du tour, Escamotage d'une dame au théâtre Robert-Houdin. Frédéric Tabet observe que, si à première vue la bande cinématographique de Méliès semble reprendre l'illusion de Buatier, auquel son titre fait référence, elle s'en éloigne tant au niveau narratif (notamment avec la séquence du squelette) qu'au niveau technique : non seulement Méliès utilise le truc de substitution et non une trappe mais il maintient au montage pendant quelques secondes la forme du voile avant de le soulever pour révéler la disparition et souligne que le journal est un vrai journal et que la chaise a un vrai dos, créant ainsi un sentiment d'étrangeté pour le spectateur au fait du procédé de Buatier : 

« Georges Méliès effectue ainsi un double mouvement : un rapprochement de la scène et simultanément une dissociation, présentant une chute différente [de celle de Buatier]. La continuité est construite, elle masque le nouveau trucage [de substitution] par la référence évidente à l'illusion de Buatier. »

Pierre Jenn souligne de son côté le caractère fondateur de ce film qui est le premier film à truc de Méliès et note que si Méliès conserve les apparences du tour de Buatier, ce n'est pas tant pour produire du théâtre filmé, ni pour respecter la convention théâtrale, mais pour utiliser l'effet de réalité qu'assure cette convention et dissimuler autre chose : le maintien du cadre spatial permet de faire croire à une continuité temporelle, au fait que le tour est effectivement réalisé durant une minute ininterrompue en cachant l'existence du trucage par substitution et d'un montage,,. En attirant le regard du spectateur vers le journal posé à terre, Méliès ne cherche plus à dissimuler l'existence d'une trappe, mais des traces de collure entre les plans, situées dans la partie supérieure de l'écran. Comme le résume Tom Gunning, la fidélité apparente aux conventions de l'illusion créée par Buatier n'est pas le signe d'une sorte de servilité primitive, mais au contraire une nouvelle illusion soigneusement construite et destinée à occulter le processus cinématographique mis en œuvre.
La reprise de certains traits du spectacle d'illusion dans les premiers films, traits que l'on retrouve aussi dans l'illusion de vitrine décrite par Baum, a été relevée par plusieurs auteurs. Tom Gunning définit le cinéma premier comme un cinéma d'attraction, caractérisé notamment par la prégnance de la référence à l'illusion et la fascination pour les trucs, et l'oppose au cinéma de narration qui lui succède. Frédéric Tabet, à partir de l'exemple du théâtre noir, note l'existence d'une « circulation technique » entre le spectacle d'illusion et le cinéma de Méliès, par exemple Le Magicien (1898) où le buste peint se transforme en personnage vivant grâce à un arrêt de caméra et où l'espace vide entre les pieds du trépied, lui aussi peint, se fond avec le fond noir.
Cette circulation de l'illusion, qui est aussi celle de la femme qui disparaît, entre les entresorts, les vitrines et le cinéma naissant a été qualifiée par André Gaudreault d'intermédialité spontanée, cet auteur soulignant qu'avant d'être reconnu comme un nouveau média, « le cinématographe était notamment considéré comme un moyen d'assurer des spectacles relevant de « genres » bien établis », telles la magie et la féérie. De son côté, Henry Jenkins y voit une convergence de médias (en), un effet qu'il estime être caractéristique d'une période d'émergence de nouveaux médias,.
- L'Illusionniste fin de siècle (1899)

### Reprise de Méliès par Baum

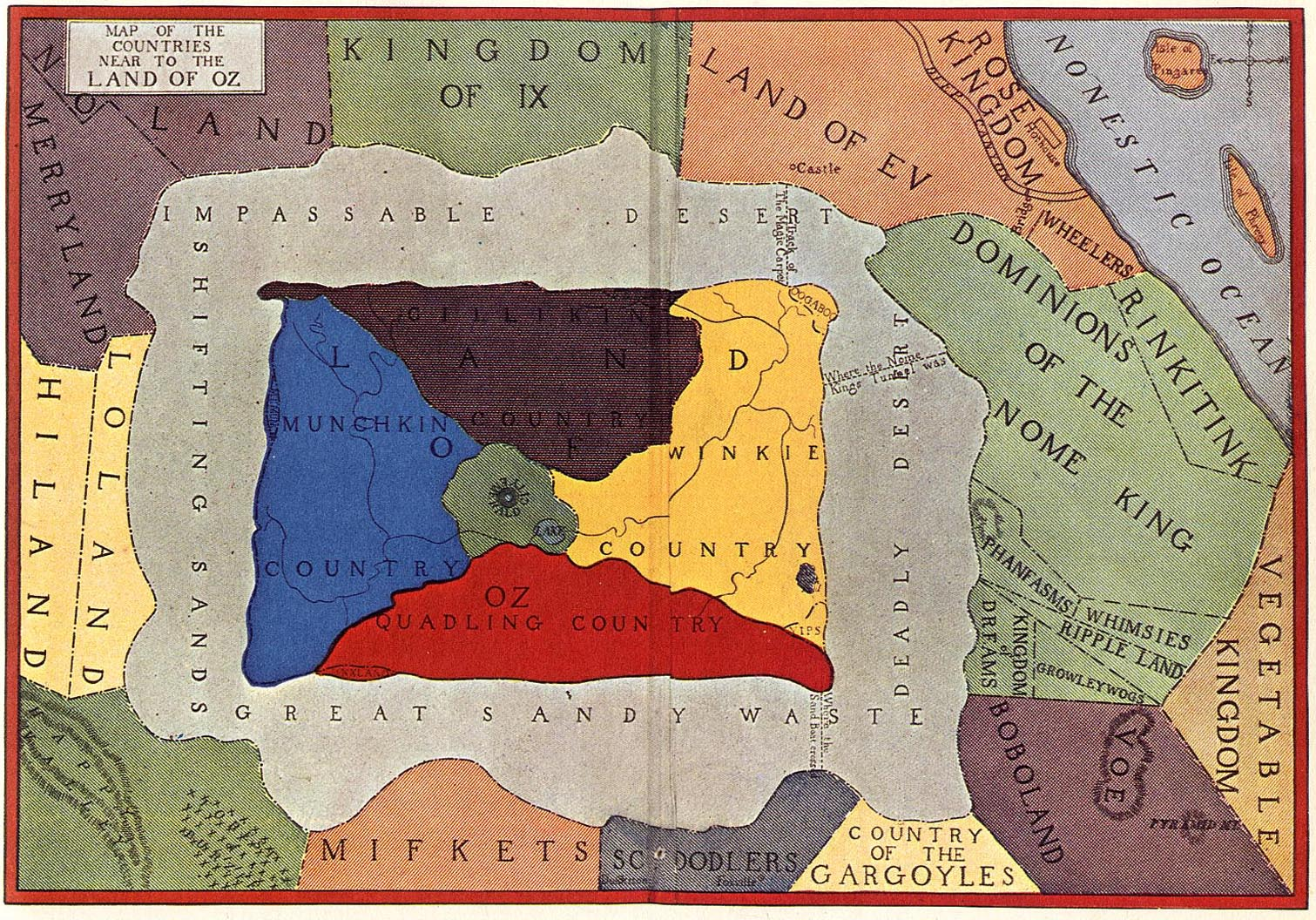
La carte de l'univers d'Oz permet au consommateur de faire le lien entre les différents produits culturels que lui propose Baum, en exploitant une technique publicitaire de codage par la couleur,.

L'intérêt porté par Baum à l'illusion ne se limite pas à l'art des vitrines et au Magicien d'Oz, mais se retrouve dans différents aspects d'un déploiement de l'univers merveilleux d'Oz par le truchement du recours à plusieurs médias qui a été analysé en termes de transmédialité,. Cette analyse repose sur deux thèses développées par Henry Jenkins : au niveau de la demande, l'existence d'un « comportement migratoire » du public, qui passe d'un media à l'autre pour poursuivre les expériences de divertissement auquel il a pris goût et, au niveau de l'offre, l'existence d'une « stratégie promotionnelle multi-plateformes » visant à pousser les consommateurs à passer d'un domaine médiatique à un autre afin d'enrichir leur expérience de divertissement. Dans le cadre de cette analyse, Baum est décrit comme un « entrepreneur culturel » qui, fort de ses réflexions sur la publicité développées à propos de l'Art des vitrines, promeut l'univers d'Oz à travers différents médias, le livre, la comédie musicale et le cinéma, afin de pousser le public à accroître la consommation des produits culturels qu'il propose, chaque media venant enrichir et compléter l'expérience offerte. Selon cette analyse, les outils promotionnels utilisés par Baum, notamment les bandes dessinées promotionnelles et les pseudo-journaux d'Oz jouent le même rôle d'attraction que la vitrine d'un magasin.

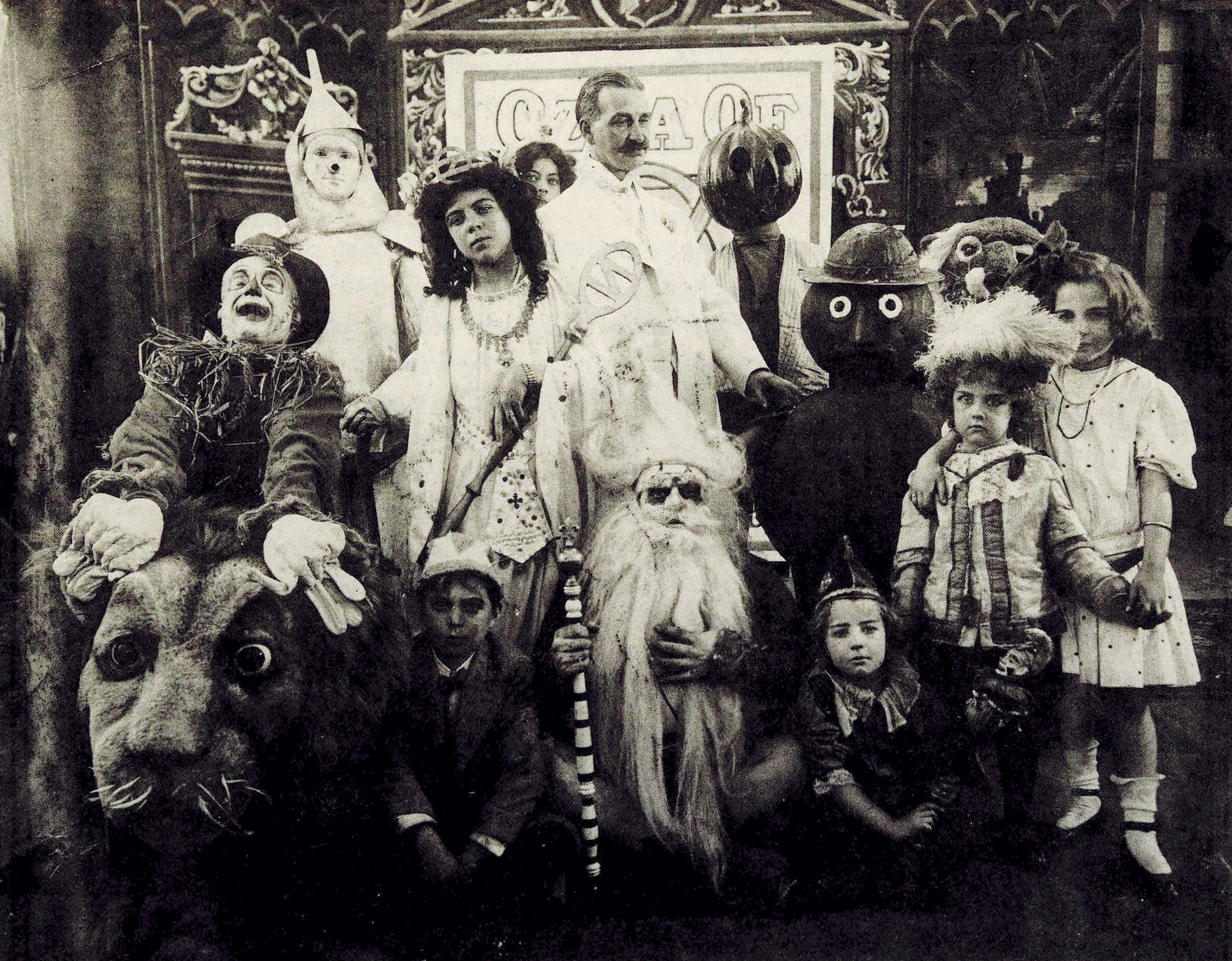
Une des rares photographies subsistantes du spectacle Fairylogue and Radio-Plays (1908).

En 1908, Baum produit un spectacle multimédia intitulé Fairylogue and Radio-Plays, un titre mystérieux qui suggère l'emploi de nouvelles technologies en évoquant la magie. Il s'agit d'un spectacle de deux heures combinant des parties jouées par des acteurs, y compris Baum lui-même dans le rôle du narrateur, un accompagnement musical dans la salle, des vues de lanterne magique et des séquences de film colorisés. Bien qu'il soit impossible de reconstituer le contenu de ce spectacle itinérant, certains détails en sont connus par un entretien avec Baum publié en 1909 par le New York Herald,. Les propos de Baum, qui se montre très au fait des techniques de trucage utilisées par Méliès, en particulier la substitution et la surimpression, suggèrent une grande influence de ce dernier sur le projet, en particulier de ses courts métrages Le Livre magique (1900) et Les Cartes vivantes (1904), avec lequel les parties filmées (et colorisées à Paris comme les films de Méliès qui confiait ce travail à Mme Thuilier) partagent l'intervention de l'auteur comme magicien-démiurge et l'idée de faire sortir les personnages d'un « livre-vivant »,. Le spectacle s'avère être un gouffre financier : Baum doit arrêter les représentations au bout de trois mois et céder les droits d'adaptation cinématographique d'une partie de ses livres à William Selig.
Il se livre toutefois à une nouvelle tentative d'adaptation cinématographique de l'univers d'Oz, produisant entre 1914 et 1915, avec son propre studio, trois films qui en sont tirés mais qui, en dépit d'affirmations publicitaires fracassantes, sont peu innovants techniquement et rencontrent un échec commercial,. Comme le relève Ann Morey, l'enjeu de ces films était de « pictorialiser » l'univers fictionnel d'Oz, de « rendre sa magie assez réelle pour être filmable ». Mais Baum s'appuie pour ce faire sur des trucages comme ceux créés par Méliès quinze ans auparavant, qui ne peuvent plus émerveiller qu'un très jeune public, le public averti ayant de son côté perdu depuis plusieurs années le goût des films à trucs. Si les procédés du cinéma de Méliès conviennent parfaitement à l'univers de Baum, ils enferment le film dans un registre qui en écarte les spectateurs adultes, qui se sentent au contraire floués par la projection d'un film « pour enfants » et demandent le remboursement de leurs billets.

Tom Gunning relève qu'une caractéristique du cinéma d'attraction d'avant 1906 est ce qu'il appelle son aspect exhibitionniste, marqué par un regard récurrent des acteurs en direction de la caméra qui caractérise également la relation des femmes qui disparaissent dans les entresorts à leur public : 

« Ce geste, qui sera ensuite considéré comme gâchant l’illusion réaliste produite par le cinéma, établit alors avec brio le contact avec le public. Du grimacement des comédiens vers la caméra aux révérences et aux gesticulations constantes des prestidigitateurs dans les films de magie, ce cinéma étale sa visibilité et accepte de sacrifier l’apparente autonomie de l’univers de la fiction si cela lui permet de solliciter l’attention du spectateur. »

Ann Morley souligne que les films de Baum sont introduits et conclus par une séquence représentant la tête sans corps de la princesse Ozma, un personnage récurrent de la série, qui est censé faire office de logo de marque et inciter les spectateurs à acheter les livres sur le pays d'Oz. Ce trucage, emprunté à Méliès qui lui-même adapte au cinéma les techniques du théâtre noir, est pour Ann Morey « la plus riche promesse de fantastique [de ces films] car son effet n'est pas annulé par la quotidienneté du paysage américain qui trouble [dans le reste de ces films] notre perception de la « réalité » d'Oz ». Elle exprime en même temps une dépendance à l'égard de codes visuels dépassés : regardant directement le public, elle est plus proche du cinéma « premier » d'avant 1906 que du cinéma narratif de son époque. Morey note également que cet emblème trahit une forme de confusion des genres : 

« La tête d'Ozma, toisant et accueillant le public, est le meilleur exemple possible de l’ambiguïté des films de Baum. Parce que c'est une femme et qu'elle regarde directement la caméra, son image promet un spectacle exhibitionniste. Toutefois, le caractère incomplet de cette image neutralise ce projet en suggérant une sorte d'enfant sans corps, une figure si innocente qu'elle n'a pas du tout de forme corporelle, ne laissant rien à examiner à ceux qui espèrent une exhibition — ou ne leur laissant plutôt qu'une image magique qui modifie leur plaisir. »

## Analyses féministes

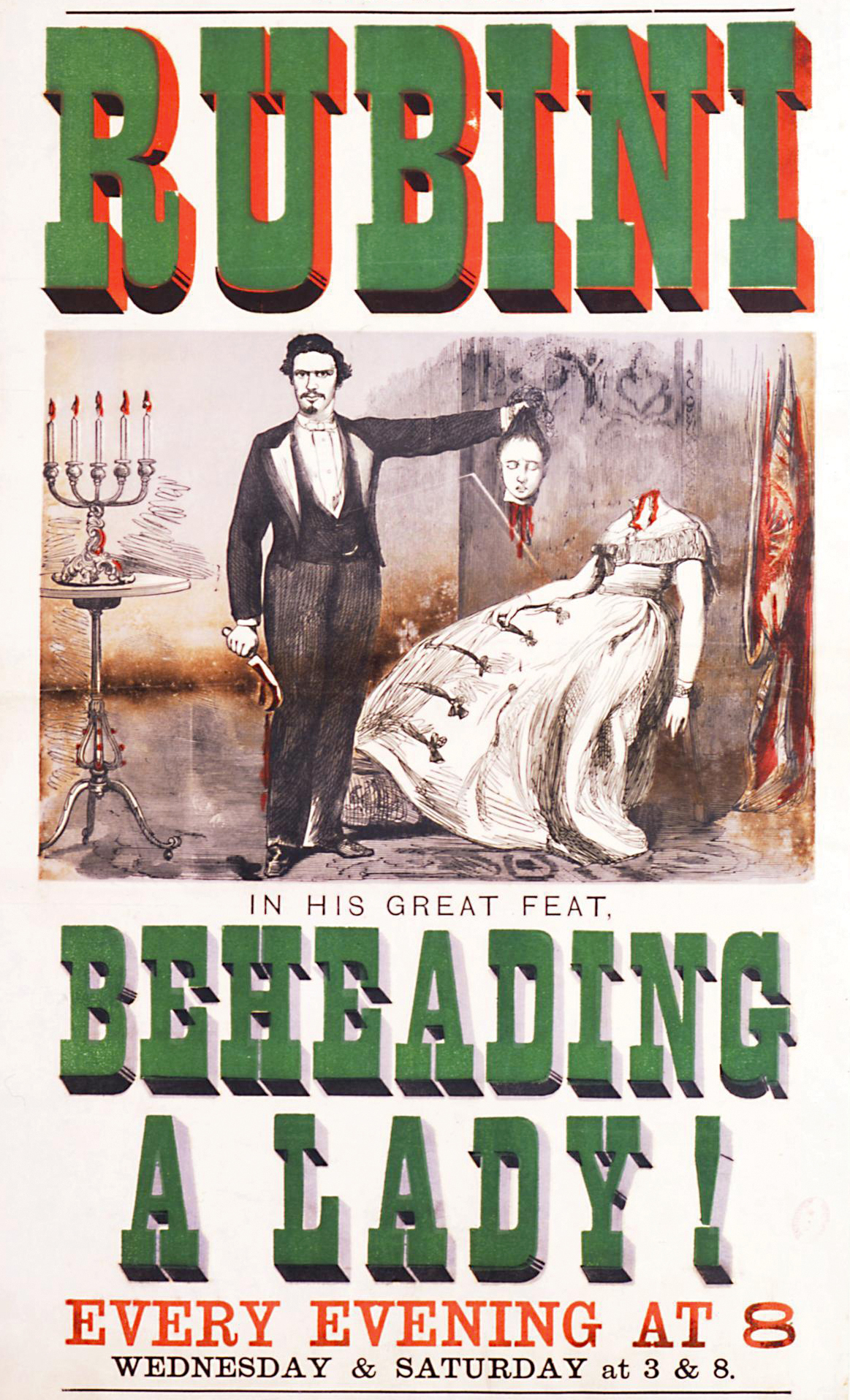
En 1869, Rubini, le successeur de Stodare à l'Egyptian Hall, décapite sa comparse avec une discrète nonchalance,.

Bien que Baum ait été le gendre d'une féministe militante, Matilda Joslyn Gage, et que ses biographes lui attribuent des conceptions féministes, plusieurs auteurs, frappés par la récurrence du thème de la disparition de femmes dans les arts du spectacle à partir du XIXe siècle, se sont interrogés sur le rôle de cette figure.
Dans un article « important » publié en 1979, Lucy Fischer donne une des premières analyses de cette problématique. Fischer remarque que l'escamotage d'une dame est la première occurrence d'un truc de substitution récurrent chez Méliès et constitutif d'un « archétype cinématographique », l'exécution d'un tour merveilleux par un acteur masculin sur un sujet féminin, qu'elle considère comme fondatrice d'une certaine vision cinématographique de la femme. Elle relève que ce « cliché » s'inscrit dans une tradition de la magie théâtrale et suggère que les illusionnistes qui font disparaître leurs assistantes se conforment à une tradition qui n'est pas arbitraire mais qu'ils « articulent un discours sur les attitudes à l'égard des femmes » : celles-ci se trouvent réduites à n'être que des « objets décoratifs » ; en les faisant disparaître ou réapparaître, selon leur volonté, les illusionnistes « démontrent leur pouvoir » sur elles ; en les dématérialisant et les « décorporant » ils les réduisent au rang d'esprits, au mystère insondable,. Fischer suggère en outre que ce « besoin masculin d'exercer son pouvoir » traduit un sentiment opposé : « si notre magicien mâle était si sûr de son pouvoir sur les femmes, pourquoi devrait-il nous soumettre sans cesse à des démonstrations répétées de ce dernier ? »
L'analyse de Fischer a notamment été contestée par Linda Williams (en). Selon elle, si Fischer a « raison de souligner la signification de la magie qui exerce un pouvoir sur le corps des femmes, en le désincarnant et en le réduisant au statut d'objet décoratif », il est faux d'affirmer qu'il y a plus de femmes que d'hommes qui disparaissent dans les films de Méliès. En revanche, Williams rappelle que Méliès, avant même d'acquérir en 1888 le théâtre de Jean-Eugène Robert-Houdin, lui-même un célèbre constructeur d'automates, en avait construit plusieurs entre 1885 et 1888 à l'imitation de Robert-Houdin,. Il y a, selon Williams, quelque chose de « fascinant » dans le fait que Méliès, derrière la caméra, simule cinématographiquement les simulations mécaniques de ses prédécesseurs ayant pour objet, selon elle, de permettre au concepteur de l'automate un « contrôle complet » de l'apparence et des mouvements de sa création, Méliès perfectionnant cinématographiquement la « maîtrise de la présence menaçante d'un corps effectif, en investissant son plaisir dans un trucage infiniment répétable ». Pour Williams, le trucage permet à Méliès de « maîtriser la menace de castration que constitue la présence illusoire de la femme », en mettant en scène « le démembrement et la réintégration » d'un corps et en célébrant « la fonction de fétiche du dispositif lui-même, en particulier dans sa capacité à reproduire le corps de la femme ».

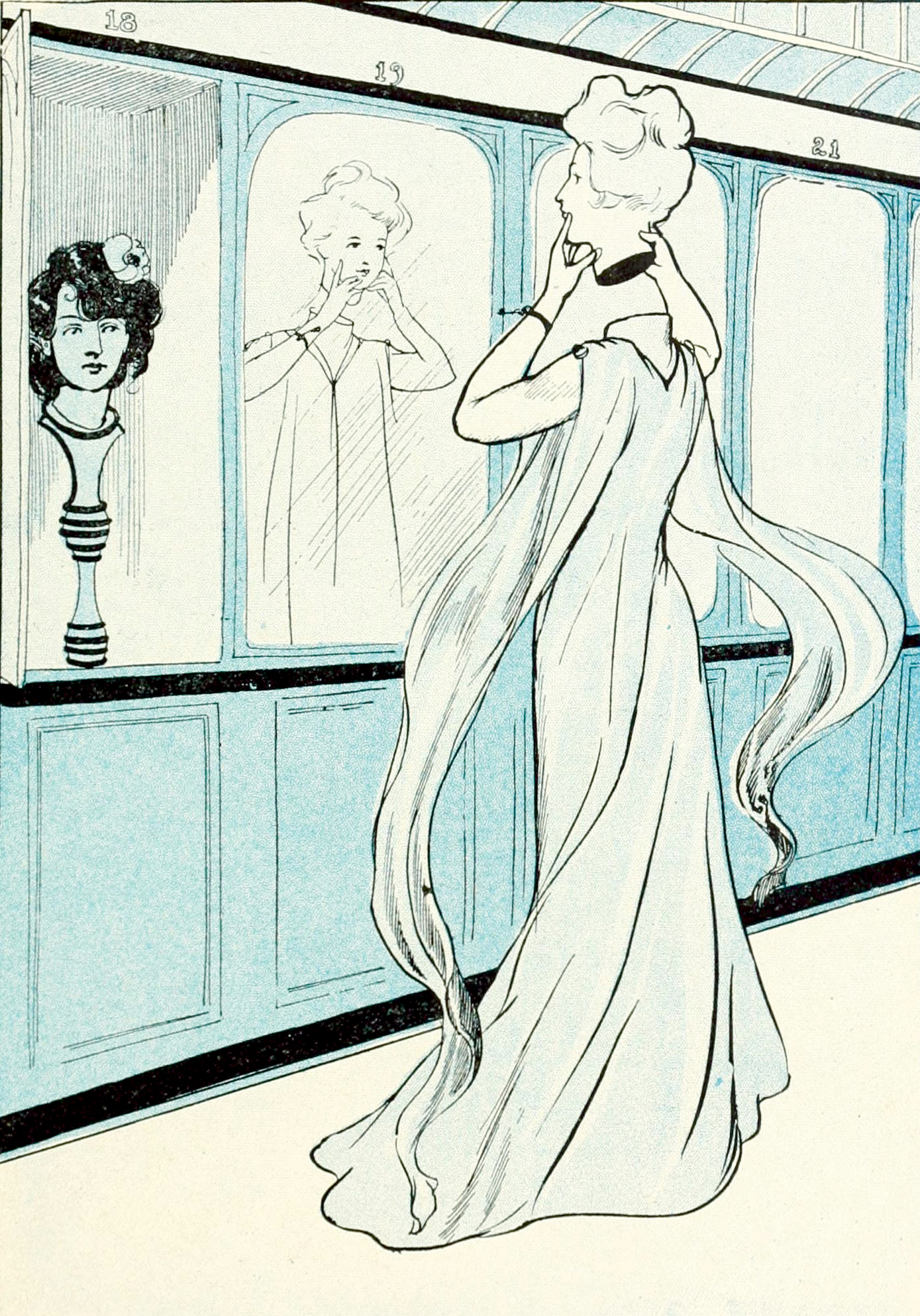
Illustration de John Neill pour Ozma, la princesse d'Oz (1907). Selon Mary Ann Doane, l'image cinématographique est pour la spectatrice en même temps vitrine et miroir, la première étant un moyen d'accéder au second,.

Dans plusieurs textes publiés entre 1991 et 1993, Anne Friedberg contextualise l'illusion de vitrine décrite par Baum. Friedberg se réfère aux analyses de Walter Benjamin sur le flâneur urbain, consommateur-spectateur auquel la ville s'ouvre comme un paysage tout en l'enfermant comme une chambre. Elle souligne que les femmes deviennent en même temps, dans la deuxième moitié du XIXe siècle, l'objet de la « consommation » visuelle des flâneurs masculins et, en tant que flâneuses, des « butineuses » de la « fantasmagorie »,, produite à leur intention dans les vitrines des grands magasins, ces derniers leur offrant simultanément un « lieu sûr » de consommation à l'abri des convoitises masculines. Friedberg relève en outre que la conception développée par Baum de la vitrine et qu'illustre son éloge de l'installation de la Vanishing Lady repose sur une « analogie manifeste » avec l'écran de cinéma : « la vitrine délimite un tableau ; en le mettant derrière une vitre et en le rendant inaccessible, elle suscite le désir […] elle succède au miroir en tant que lieu de construction de l'identité, puis — graduellement — elle est déplacée vers et incorporée à l'écran de cinéma »,.

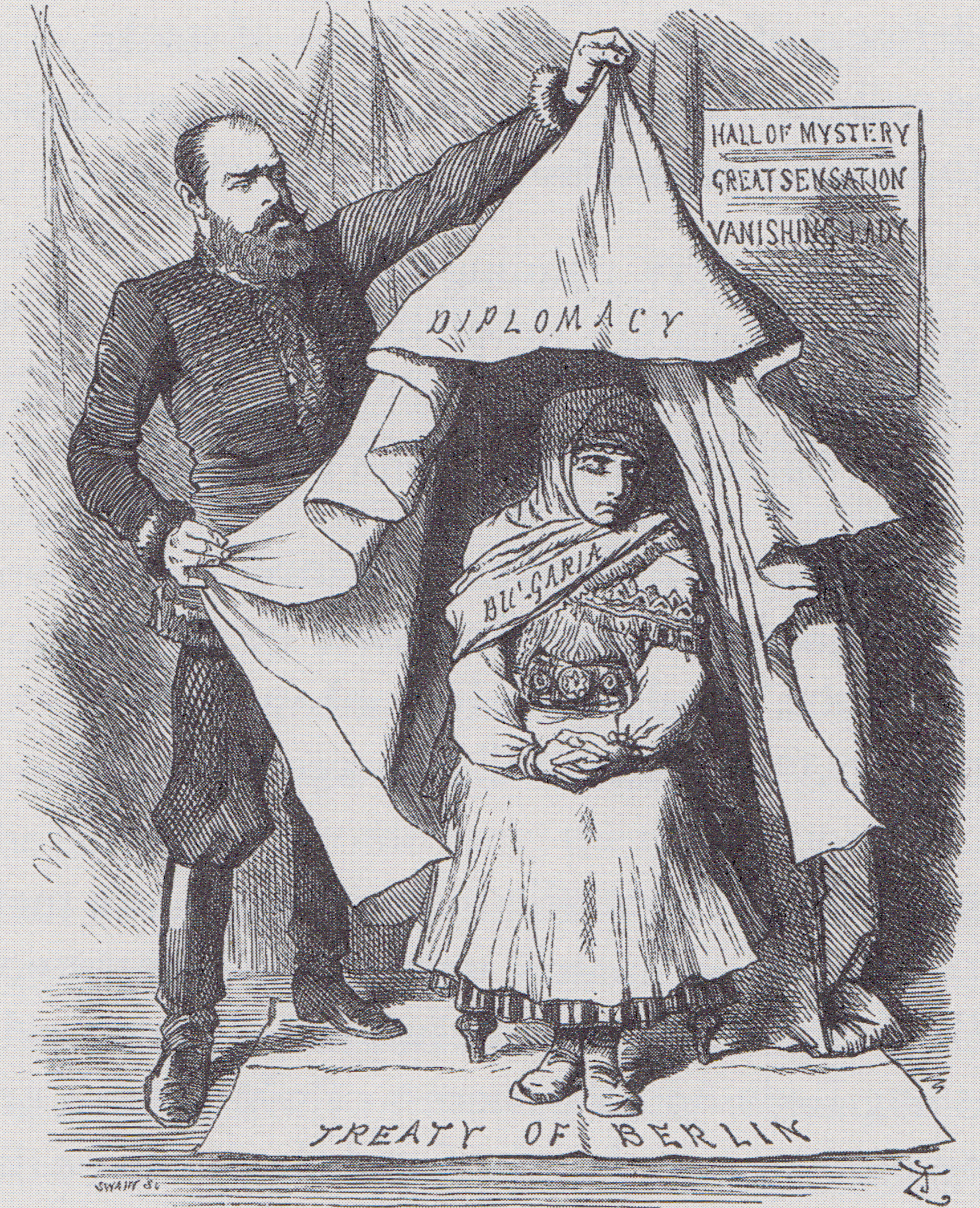
Caricature sur l'escamotage de la Bulgarie par la Russie en 1886 manifestant, selon Beckman, la violence misogyne inhérente au tour.

Dans un essai publié en 2003, Karen Beckman donne la Vanishing Lady décrite par Baum comme un exemple particulièrement significatif « de désir et de répudiation ». Beckman considère cette installation comme un « moment étrange » à la frontière entre deux siècles, faisant signe « avec nostalgie » vers la tradition disparaissante des entresorts et de la magie de spectacle, mais aussi « avec impatience » vers le monde nouvellement émergent du cinéma, qui 

« met en scène une ambivalence profonde de la présence féminine. D'un côté, elle tente de contenir le corps de la femme en contrôlant sa mobilité, en le démembrant et en le fixant sur un pied pour rassurer les spectateurs sur le fait que cette femme, aussi insaisissable qu'elle semble être, ne s'en va nulle part. Mais d'un autre côté, le spectacle participe simultanément à un discours misogyne qui fantasme l'éradication complète de toutes les femmes. Le sort de la partie inférieure de son corps a déjà été réglé et chaque nouvelle disparition implique que ce qu'il reste du corps va suivre le même destin que les jambes. »

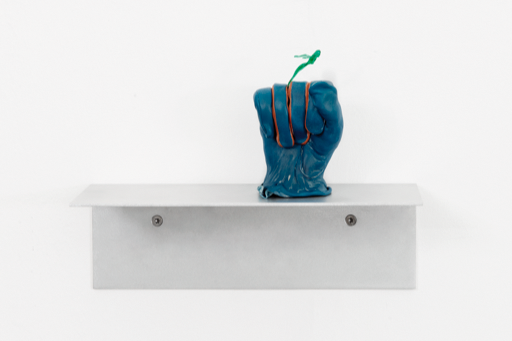
The Vanishing Lady d'Émilie Pitoiset (2017), présenté à Berlin en 2017 dans le cadre de l'exposition éponyme,.

Selon Beckman, la popularité ultérieure de la Vanishing Lady dans le cinéma s'explique par le fait qu'en donnant en spectacle la disparition de son corps, elle devient un « emblème parfait de l'image cinématographique, qui lutte constamment avec la difficulté à fixer sur l'écran l'image de la femme ». Plus généralement, elle estime que les élisions créées par l'illusion ouvrent la question de savoir ce qui aurait pu être perdu de vue : « le spectacle de la disparition est politiquement utile parce qu'il intime au spectateur de faire preuve d'une plus grande acuité visuelle, en suscitant une anxiété et une curiosité sur le statut du corps des autres. »

## Relation avecLe Magicien d'Oz

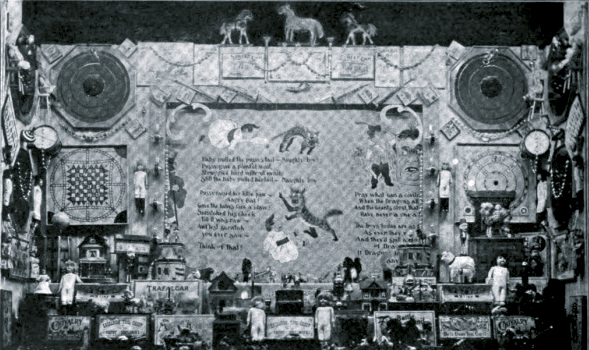
Vitrine utilisant les illustrations de Denslow pour Mon père l'Oye.

En 1897, l'année où il lance The Show Window, Frank Baum publie une version en prose des Contes de ma mère l'Oye (Mother Goose in prose), illustré par Maxfield Parrish, le premier livre pour enfants du premier et le premier livre illustré par le second. L'ouvrage sort toutefois trop tard pour profiter des ventes de Noël et ne rencontre pas un grand succès auprès du public enfantin, bien que les illustrations soient appréciées par les adultes. En 1899, Baum publie Mon père l'Oye : son livre (Father Goose: His Book), qui constitue son premier succès auprès d'un public enfantin et qui est aussi le premier livre de ses livres qu'illustre Denslow. En 1900, dans le même temps qu'il rassemble une compilation des meilleurs textes de la revue The Show Window en vue de la publication du livre The Art of Decorating Show Windows and Dry Goods Interiors, Baum achève le manuscrit du Magicien d'Oz, son plus célèbre conte merveilleux. Comme le note William Leach, « les joyaux, les lumières, les couleurs, les mannequins, les vitrines, les images, les photographies et la tromperie de l'étalage (display tricksterism) ont coulé dans le creuset de la conception du Magicien d'Oz ». Il souligne également la cohérence entre le pays d'Oz et le « paradis du consommateur » que l'étalagiste doit, selon Baum, s'attacher à représenter. Poursuivant cette analyse, Richard Flynn souligne que Baum, après avoir établi sa crédibilité sur le marché du livre pour enfants avec ses premières publications, adopte une vision commerciale de l'univers d'Oz en cherchant à développer des produits dérivés, par le truchement de différents médias, dont la comédie musicale et le film, mais aussi de jouets.

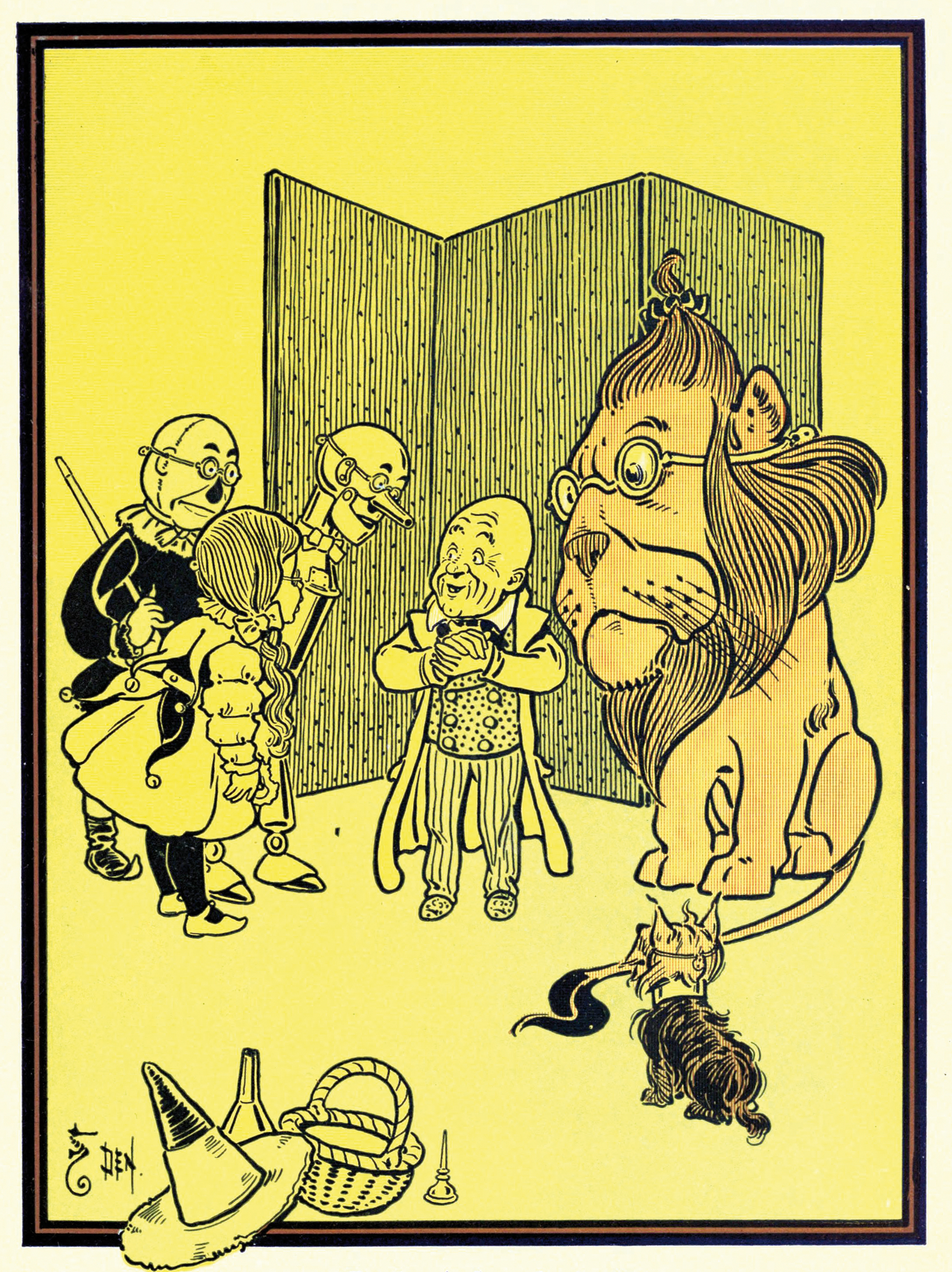
Illustration de Denslow pour Le Magicien d'Oz : Très exactement ! déclara le petit homme en se frottant les mains [...] Je suis un charlatan.

Dans l'introduction du Magicien d'Oz, Baum souligne que « l'époque est venue de renouveler le genre des contes merveilleux », que « les enfants contemporains recherchent seulement le divertissement dans les contes merveilleux » et que cet ouvrage « aspire à être un conte de fées modernisé ». William Leach estime qu'une des principales composantes de cette modernisation, avec l'ancrage dans la Nouvelle Pensée et l'importance du rôle dévolu à la couleur, est le recours à la figure du décepteur (trickster), très largement diffusée aux États-Unis à l'époque de la conception du Magicien d'Oz. Leach se réfère aux analyses de l'historien Neil Harris sur l'influence de Phineas Taylor Barnum et l'émergence aux États-Unis, dans la seconde moitié du XIXe siècle d'un attrait pour « l'esthétique opérationnelle », l'intérêt pour les processus opératoires à l'œuvre dans la supercherie (humbug). Selon Harris, « Barnum avait compris que la possibilité de débattre de la fausseté [d'une attraction], de comprendre comment la tromperie était intervenue, était au fond un sujet aussi intéressant que la présentation d'authentiques curiosités ». Leach souligne que les décepteurs (tricksters) américains des années 1890 « manipulaient des matériaux, des technologies, des idées, des objets et d'autres gens pour créer des impressions, des illusions, des fantasmagories et des machines » ; et que « non seulement le [public] américain s'attendait à l'artifice et à la tromperie (deception), mais qu'il regardait en outre en toute conscience derrière la scène (ou derrière la machine) pour chercher à comprendre comment il avait été trompé ». Comme le rappellent également Michael Leja et Tom Gunning, le succès des illusions d'optique et du cinéma naissant dans l'Amérique de la fin du XIXe siècle ne s'explique pas nécessairement par de la naïveté, mais plutôt par de la fascination pour les mécanismes à l'œuvre,.

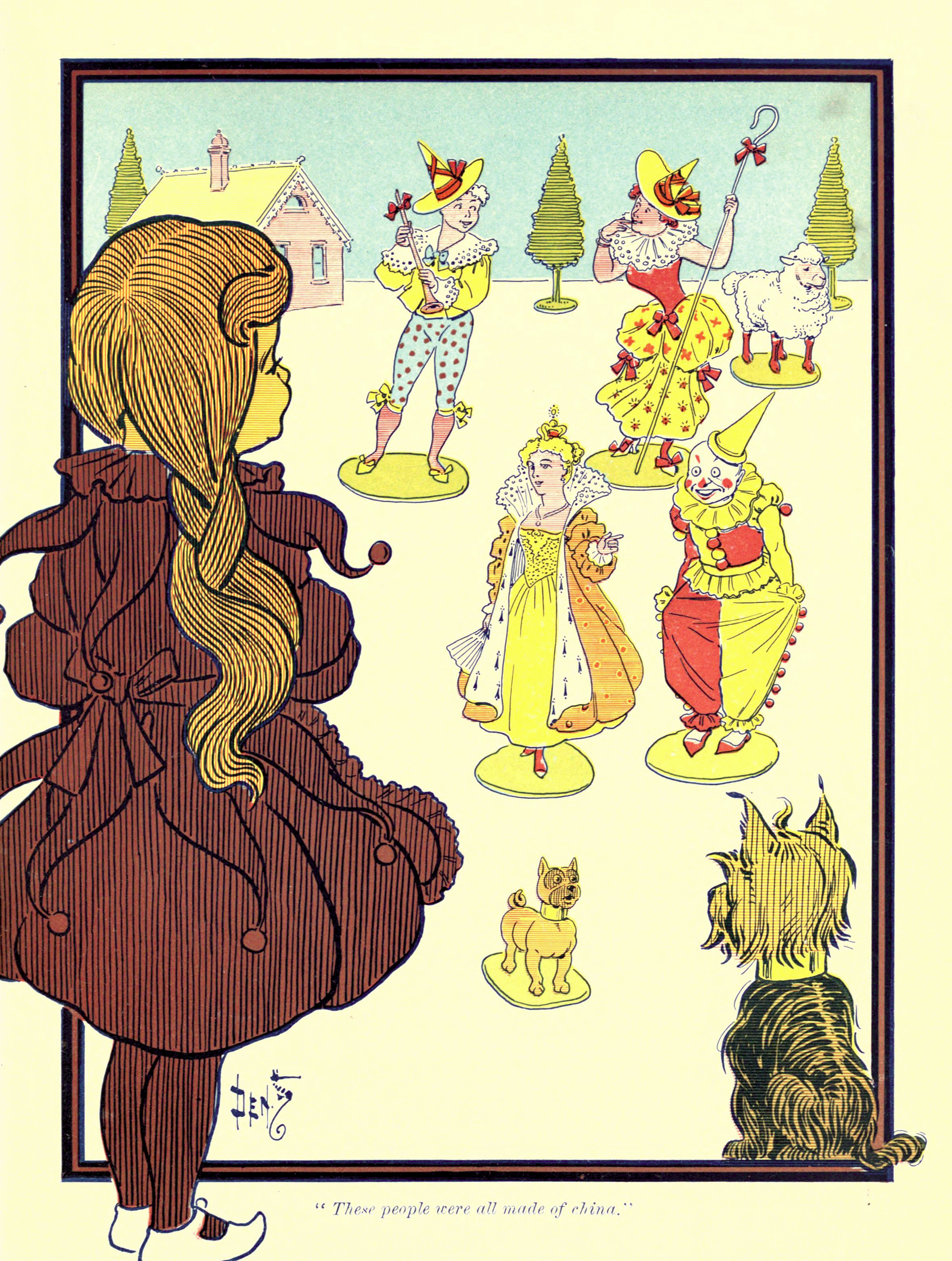
Dans Le Magicien d'Oz, Dorothée, en renonçant à ramener au Kansas une figurine de porcelaine, prouve le pouvoir de séduction de la vitrine,,.

Rappelant que, selon le fils de Baum, ce dernier « était le magicien d'Oz », Leach analyse le conte comme un hommage à la « capacité moderne à créer de la magie, des illusions et du théâtre » et « à toutes ces nouvelles activités et stratégies de manipulation et d'artifice — le marchandisage, la publicité, le nouveau théâtre commercial, les nouvelles thérapies spirituelles et tout le spectacle de l'inventivité technologique américaine — qui constituaient une si grande part de la nouvelle économie et de la nouvelle culture américaines ».
Selon Stuart Culver, Le Magicien d'Oz « met en scène les relations entre le désir du consommateur et les croyances modernes à propos de l'identité humaine » et constitue « une tentative unique, peut-être même bizarre, d'expliquer comment fonctionne le mannequin dans l'art publicitaire en représentant les conditions dans lesquelles il pourrait prendre vie », « non parce qu'il possède certaines qualités spirituelles cruciales, mais plutôt parce qu'il ressent un certain désir ». Culver rapproche cette problématique de celle de l'étalagiste pour lequel le mannequin est « un substitut mécanique visant à susciter le désir du consommateur et à l'orienter en direction d'une certaine catégorie de produits », substitut qui ne fonctionnera que s'il projette l'image d'un corps complet tout en représentant son manque et sans en effacer le désir.

Cette analyse recoupe en partie celle de Slavoj Žižek, rappelée par Karen Beckman à propos de la thématique cinématographique de la femme qui disparaît. Selon Žižek, 

« Il est difficile de ne pas reconnaître dans cette figure fantomatique [de la femme qui disparaît] l'apparition de la Femme, de la femme « complète » qui pourrait remplir le manque de l'homme, être son complément et non son supplément, sa partenaire idéale avec laquelle une relation sexuelle serait enfin possible — en somme, la Femme qui […] n'existe précisément pas,. »